# Deutsche Wiedervereinigung

Heutige Bundesrepublik Deutschland, darüber die nach 1949 geteilten Gebiete:
• BR Deutschland (bis 1990),
• Berlin (→ Berlin-Frage),
• DDR (Beitritt 1990) und
• Saarland (Beitritt 1957, → Saarland 1947 bis 1956)

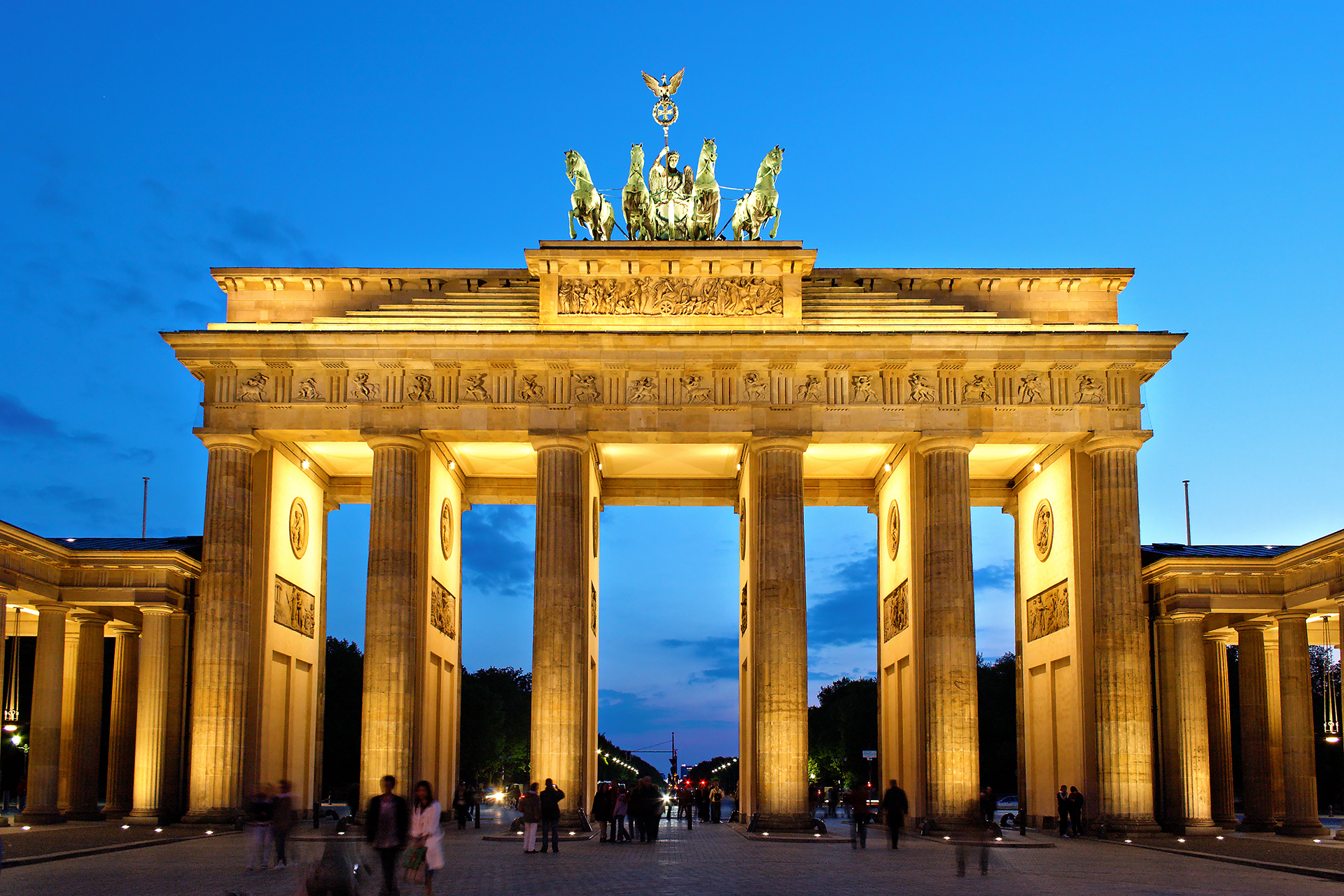
Das Brandenburger Tor mit Quadriga in Berlin, Wahrzeichen des wiedervereinigten Deutschlands

Die deutsche Wiedervereinigung oder deutsche Vereinigung (in der Gesetzessprache Herstellung der Einheit Deutschlands) war der durch die friedliche Revolution in der DDR angestoßene Prozess der Jahre 1989 und 1990, der zum Beitritt der Deutschen Demokratischen Republik zur Bundesrepublik Deutschland am 3. Oktober 1990 führte. Die damit vollzogene deutsche Einheit, die seither an jedem 3. Oktober als Nationalfeiertag mit dem Namen Tag der Deutschen Einheit begangen wird, beendete den als Folge des Zweiten Weltkriegs in der Ära des Kalten Krieges vier Jahrzehnte währenden Zustand der deutschen Teilung.
Richtungweisend für diese Entwicklung waren die Ausreisewelle aus der DDR, die erstarkende Opposition in der DDR und die Öffnung der Berliner Mauer am 9. November 1989, die den endgültigen Zerfall des politischen Systems der DDR bewirkte. Notwendige äußere Voraussetzung der deutschen Wiedervereinigung war das Einverständnis der vier Siegermächte des Zweiten Weltkrieges, die bis dahin völkerrechtlich noch immer die Verantwortung für Deutschland als Ganzes innehatten beziehungsweise beanspruchten. Durch den Zwei-plus-Vier-Vertrag oder offiziell Vertrag über die abschließende Regelung in bezug auf Deutschland wurde der Einheit der beiden deutschen Staaten zugestimmt und dem vereinten Deutschland die volle Souveränität über seine inneren und äußeren Angelegenheiten zuerkannt.
Maßgebliche Zwischenstationen auf dem Weg der deutschen Wiedervereinigung waren die Volkskammerwahl im März 1990 sowie der Staatsvertrag über die Währungs-, Wirtschafts- und Sozialunion. Am 20. September 1990 stimmten die Volkskammer der DDR und der Deutsche Bundestag dem Einigungsvertrag vom 31. August zu, am darauf folgenden Tag der Bundesrat.

## Zwei deutsche Staaten als Erben des Zweiten Weltkriegs
Die deutsche Teilung in der zweiten Hälfte des kurzen 20. Jahrhunderts war der zeitgeschichtlichen Entwicklung geschuldet, die nach dem Ersten Weltkrieg und der Weimarer Republik die Machtergreifung der Nationalsozialisten unter Adolf Hitler ermöglicht sowie deren zum Zweiten Weltkrieg und in die bedingungslose Kapitulation führende großdeutsche Expansionspolitik zugelassen hatte. Heinrich August Winkler sieht den Zeitraum der deutschen Zweistaatlichkeit durch einen eigentümlichen Zwölf-Jahres-Rhythmus gegliedert, der sich von der beiderseitigen Staatsgründung 1949 über das einschneidende Datum des Mauerbaus 1961 und das Inkrafttreten des Grundlagenvertrages zwischen der Bundesrepublik und der DDR 1973 bis zu der mit dem Amtsantritt Gorbatschows 1985 sich anbahnenden neuen Ära der internationalen Beziehungen im Ost-West-Konflikt erstreckte.

### Nachkriegssituation und Gründung der beiden deutschen Staaten

Deutsche Länder in den Besatzungszonen, Stand Juni 1947 bis April 1949

Nach der deutschen Kapitulation im Mai 1945 wurde das Deutsche Reich nicht aufgelöst oder annektiert, sondern das nach der Westverschiebung Polens übrige Deutschland in die gemeinsame Verantwortung der alliierten Siegermächte übernommen. Gemäß den in der Anti-Hitler-Koalition auf der Konferenz von Jalta getroffenen Vorvereinbarungen, die 1945 mit der Juni-Deklaration umgesetzt wurden, teilten die Siegermächte Deutschland in vier Besatzungszonen auf: die sowjetische, die amerikanische, die britische und die französische. Eine entsprechende Aufteilung schuf die künftige Viersektorenstadt Berlin. In gleicher Weise verfuhren die Alliierten auch in Österreich und Wien.
Als gemeinsames Verwaltungsorgan der vier Hauptsiegermächte für Deutschland als Ganzes sollte ein Alliierter Kontrollrat fungieren, der auch die Beschlüsse der Potsdamer Konferenz hätte umsetzen sollen. Der aber bereits 1947 sich anbahnende Kalte Krieg, der den Westzonen im Zuge des Marshallplans wirtschaftliche Aufbauhilfen eintrug und getrennte Währungsreformen im Vereinigten Wirtschaftsgebiet und in der Sowjetischen Besatzungszone (SBZ) zur Folge hatte, gelangte 1948 mit Berlin-Blockade und Luftbrücke zu einer ersten Zuspitzung, die 1949 in die entgegengesetzte Gründung zweier deutscher Staaten mündete. Das Grundgesetz für die Bundesrepublik Deutschland wurde vom Parlamentarischen Rat als vorläufige Verfassung angelegt und gemäß Präambel mit dem Wiedervereinigungsgebot verknüpft und markiert mit der Ausfertigung und Verkündung am 23. Mai 1949 die Umwandlung der bisherigen Trizone in die Bundesrepublik Deutschland, Berlin behielt dabei einen Sonderstatus. Die Deutsche Demokratische Republik, deren Regierung sogleich den sowjetischen Sektor Berlins als Hauptstadt beanspruchte, wurde am 7. Oktober 1949 durch die Verabschiedung der Verfassung der Deutschen Demokratischen Republik durch Umwandlung der SBZ gegründet.

### Die beiden deutschen Staaten 1949–1961

Bundesrepublik (grün) und DDR (orange), 1949–1990

Unter dem Eindruck der deutschen Teilung und eines fehlenden Selbstbestimmungsrechts der Ostdeutschen wurde die DDR seitens der Bundesrepublik von Beginn an nicht als eigener Staat anerkannt. Vielmehr kam eine Rechtsposition zum Tragen, wonach das Deutsche Reich als Staat und Völkerrechtssubjekt 1945 nicht untergegangen, sondern in den Grenzen von 1937 weiterexistiere und lediglich handlungsunfähig geworden sei. Die Gründung der Bundesrepublik Deutschland stellte demnach lediglich eine staatsrechtliche Neuorganisation von dessen westlichem Teil dar. Auf das Fehlen freier Wahlen beziehungsweise des Selbstbestimmungsrechts in der DDR gründete man westdeutscherseits einen Alleinvertretungsanspruch der Bundesrepublik Deutschland für alle Deutschen; um diesem international Nachdruck zu verleihen, wurde als wichtigstes Instrument die sogenannte Hallstein-Doktrin formuliert und strikt angewendet. Die 1967 anstelle der bisherigen deutschen Staatsangehörigkeit eingeführte Staatsbürgerschaft der DDR erkannte die Bundesrepublik nicht an, womit jeder DDR-Flüchtling wie bisher in der Bundesrepublik gleichberechtigt als Staatsangehöriger anerkannt war.
Die Deutsche Demokratische Republik verstand sich ausdrücklich nicht als Nachfolgerin des Deutschen Reiches, sondern bezeichnete sich selbst als erster sozialistischer Arbeiter- und Bauernstaat auf deutschem Boden. Zudem negierte man seitens der DDR damit jegliche historische Verantwortung und auch Wiedergutmachungsansprüche. Die Regierung der DDR unterzeichnete das Görlitzer Abkommen vom 6. Juli 1950, das die Oder-Neiße-Linie als endgültige „deutsch-polnische Staatsgrenze“ anerkannte und im offiziellen DDR-Sprachgebrauch als „Oder-Neiße-Friedensgrenze“ bezeichnet wurde.
Einen Tag nach der Unterzeichnung des Deutschlandvertrags zwischen der Bundesrepublik und den Westalliierten schloss die DDR mit Datum vom 26. Mai 1952 die Interzonengrenze. Als Schlupfloch für eine Flucht aus der DDR verblieb jetzt nur noch die nicht abgeriegelte Sektorengrenze in der Viersektorenstadt Berlin. Der niedergeschlagene Volksaufstand vom 17. Juni 1953 in der DDR, in dem auch Forderungen nach Wiedervereinigung laut geworden waren und der in der Folge in der Bundesrepublik alljährlich als Tag der deutschen Einheit begangen wurde, bestärkte Tendenzen zur Abwanderung und Flucht aus der DDR. Bis Ende der 1950er Jahre blieben die Abwanderungsverluste der DDR insbesondere nach West-Berlin so hoch, dass Chruschtschow die zweite Berlin-Krise auslöste: Im nach ihm benannten Chruschtschow-Ultimatum drohte er den USA, Großbritannien und Frankreich, die Sowjetunion würde der DDR die Kontrolle über die Verbindungswege zwischen der Bundesrepublik und West-Berlin übertragen, wenn nicht innerhalb eines halben Jahres eine alliierte Übereinkunft zustande kommen würde, mit der Berlin zu einer Freien Stadt würde. Dieses Ultimatum verstrich ohne Folgen. US-Präsident John F. Kennedy hatte in einer Antwort seine Three Essentials verkündet: Verbleib der Westalliierten in Berlin, ihren freien Zugang dahin und die Wahrung der Freiheitsrechte der West-Berliner. Das SED-Regime löste das Problem der Massenabwanderung ab dem 13. August 1961 durch die Errichtung der Berliner Mauer.

### Deutsch-deutsche Beziehungen 1961–1989

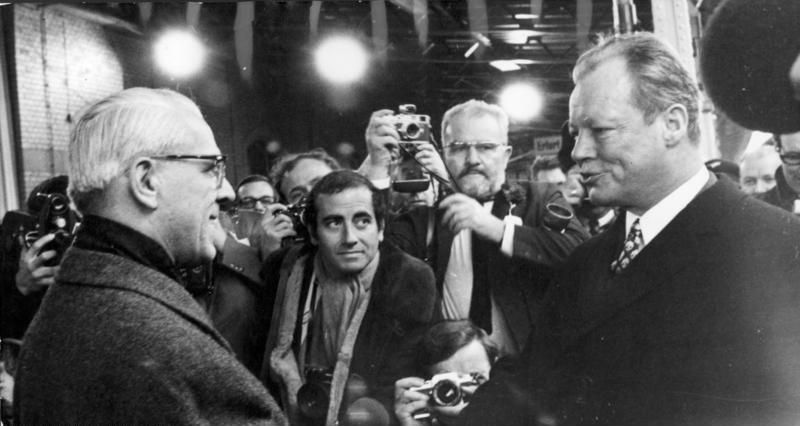
Willi Stoph und Willy Brandt, 19. März 1970

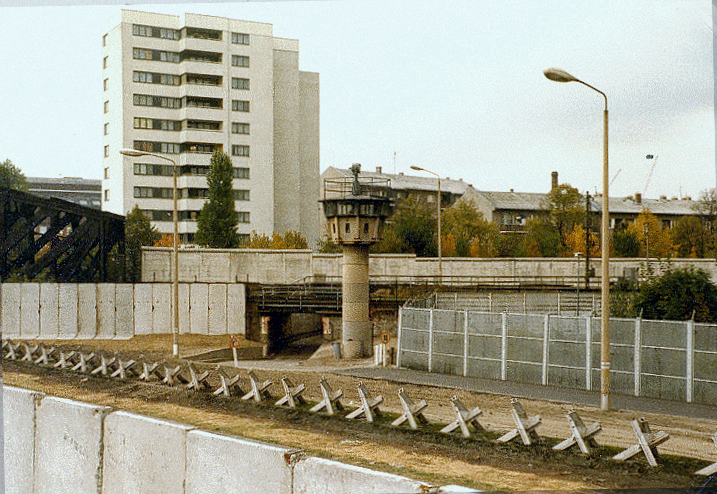
Berliner Mauer, 1980

Nachdem sich die neue Teilungssituation – die großen Flüchtlingsströme waren versiegt, dafür kam es immer wieder zu Todesfällen bei Fluchtversuchen über die Berliner Mauer sowie im übrigen Grenzverlauf zwischen der DDR und der Bundesrepublik – als anhaltende Wirklichkeit im allseitigen Bewusstsein niedergeschlagen hatte, ging es im Westen bald zunehmend darum, auf menschliche Erleichterungen und grenzüberschreitende Begegnungsmöglichkeiten insbesondere zwischen Verwandten hinzuwirken. Als Impulsgeber fungierte dabei vor allem Willy Brandt, unter dessen Verantwortung als Regierendem Bürgermeister in West-Berlin es ab 1963 zu Passierscheinabkommen mit der DDR kam und der im Zeichen des von seinem engen Berater Egon Bahr entwickelten Konzepts „Wandel durch Annäherung“ als Bundeskanzler jene neue Ostpolitik vorantrieb, die Anfang der 1970er Jahre nach vertraglichen Regelungen mit der Sowjetunion im Moskauer Vertrag und der Volksrepublik Polen im Warschauer Vertrag zum Viermächteabkommen über Berlin und zum Grundlagenvertrag zwischen beiden deutschen Staaten führte. Die westdeutsche Bundesregierung wies die Sowjetunion bei der Unterzeichnung des Moskauer Vertrages explizit auf ihr Ziel der Wiedervereinigung hin.
Der DDR-Führung kam es in diesem Prozess vor allem darauf an, nach dem Prinzip der friedlichen Koexistenz die gleichberechtigte Anerkennung der DDR als eigenständigen Staat auch im Westen durchzusetzen. Hoch verschuldet und für Importe aus dem Westen an notorischer Devisenknappheit leidend, suchte sie aus den innerdeutschen Beziehungen finanzielle Vorteile zu ziehen, sei es im Rahmen von Transitabkommen, sei es beim Häftlingsfreikauf.
Die von der sozialliberalen Regierung begonnene neue Ostpolitik wurde durch die Regierung Kohl/Genscher bruchlos fortgesetzt, obwohl diese zu Beginn der 1970er heftig bekämpft worden war. Ausdruck gravierender Probleme der DDR-Staatsfinanzen war bereits 1983 der maßgeblich vom bayerischen Ministerpräsidenten Franz Josef Strauß eingefädelte Milliardenkredit für die DDR. Als besonderen Erfolg des Bemühens um Eigenständigkeit und Anerkennung konnte die DDR-Staatsführung noch 1987 den Besuch Erich Honeckers in der Bundesrepublik verbuchen. Unter dem Titel „Der Streit der Ideologien und die gemeinsame Sicherheit“ war kurz zuvor als Ergebnis mehrjähriger Beratungen ein gemeinsames „Streitkulturpapier“ von ostdeutscher SED und westdeutscher SPD veröffentlicht worden, in dem es u. a. hieß: „Keine Seite darf der anderen die Existenzberechtigung absprechen. Unsere Hoffnung kann sich nicht darauf richten, daß ein System das andere abschafft. Sie richtet sich darauf, daß beide Systeme reformfähig sind und der Wettbewerb der Systeme den Willen zur Reform beider Seiten stärkt.“

## Krise, friedliche Revolution und Wende in der DDR
Seit Mitte der 1980er Jahre erlaubte die Lockerung des Eisernen Vorhangs städtepartnerschaftliche Beziehungen zwischen DDR- und bundesdeutschen Gemeinden: Eisenhüttenstadt und Saarlouis 1986 sowie Schwerin und Wuppertal 1987.
Zur selben Zeit geriet die DDR immer mehr in einen Zustand der Stagnation und Krise. Dieser war zum einen bedingt durch die weiter wachsende Staatsverschuldung, zum anderen durch eine zunehmende Isolierung innerhalb des Ostblocks, da die DDR-Staatsführung jedes Eingehen auf die von der Sowjetunion unter Gorbatschow im Zeichen von Glasnost und Perestroika angestoßenen Reformen ablehnte und nun sogar sowjetische Publikationen der Zensur unterwarf. Noch im August 1989 bekräftigte Otto Reinhold, Rektor der Akademie für Gesellschaftswissenschaften beim Zentralkomitee der SED und maßgeblicher Widerpart von Erhard Eppler bei den besagten SED-SPD-Konsultationen, was für ihn die Kernfrage der „sozialistischen Identität der DDR“ sei, indem er einen Unterschied zu allen anderen sozialistischen Ländern hervorhob: „Sie alle haben bereits vor ihrer sozialistischen Umgestaltung als Staaten mit kapitalistischer oder halbfeudaler Ordnung bestanden. Ihre Staatlichkeit war daher nicht in erster Linie von der gesellschaftlichen Ordnung abhängig. Anders als die DDR. Sie ist nur als antifaschistische, als sozialistische Alternative zur BRD denkbar. Welche Existenzberechtigung sollte eine kapitalistische DDR neben einer kapitalistischen Bundesrepublik haben? Natürlich keine. Nur wenn wir diese Tatsache immer vor Augen haben, wird klar erkennbar, wie wichtig für uns eine Gesellschaftsstrategie ist, die kompromißlos auf die Festigung der sozialistischen Ordnung gerichtet ist.“

### Ausreisewelle und erstarkende Reformkräfte
Im 40. Jahr nach der Staatsgründung geriet das SED-Regime nun auch von innen auf zweifache Weise unter Druck: Bei nachlassender Bereitschaft der „sozialistischen Bruderstaaten“, DDR-Bürger konsequent an der Flucht in bundesdeutsche Botschaften oder über noch bewachte Grenzen zu hindern und den DDR-Staatsorganen auszuliefern, gelang es einer zunehmenden Zahl politisch und ökonomisch frustrierter DDR-Bürger, über Drittstaaten in die Bundesrepublik zu flüchten. So gelangten im August 1989 beim Paneuropa-Picknick bei Sopron 661 Ostdeutsche über die Grenze von Ungarn nach Österreich. Es war die größte Fluchtbewegung aus Ostdeutschland seit dem Bau der Berliner Mauer. Diese durch Massenmedien verbreitete Grenzöffnung löste dann die nachfolgenden Ereignisse aus. Drei Tage nach dem Paneuropäischen Picknick überwanden erneut 240 Menschen die österreichisch-ungarische Grenze. Die Situation spitzte sich zu, als ungarische Grenztruppen weitere Übertritte mit Waffengewalt verhinderten und mehrere Flüchtlinge verletzt wurden. In der Nacht auf den 11. September 1989 öffnete Ungarn seine Grenze für DDR-Bürger. Zur „Wir-wollen-raus!“-Bewegung kam jedoch eine „Wir-bleiben-hier!“-Bewegung hinzu, die ein Ende der SED-Diktatur durch demokratische Reformen anstrebte.
Aus landesweiten Protestansätzen gegen die gefälschten Kommunalwahlen vom Mai 1989 entstanden Oppositionsgruppen wie das Neue Forum und Ansätze zu SED-unabhängiger Parteibildung wie im Falle der Ost-SPD. Insbesondere unter dem Dach kirchlicher Einrichtungen fanden Ausreisewillige wie Protestmotivierte Schutz und eigene Entfaltungsmöglichkeiten. Kirchen waren auch die Ausgangspunkte der Leipziger Montagsdemonstrationen, durch die auf friedlichem Wege das Zurückweichen der Staatsmacht bewirkt wurde.

### Untergang der SED-Diktatur

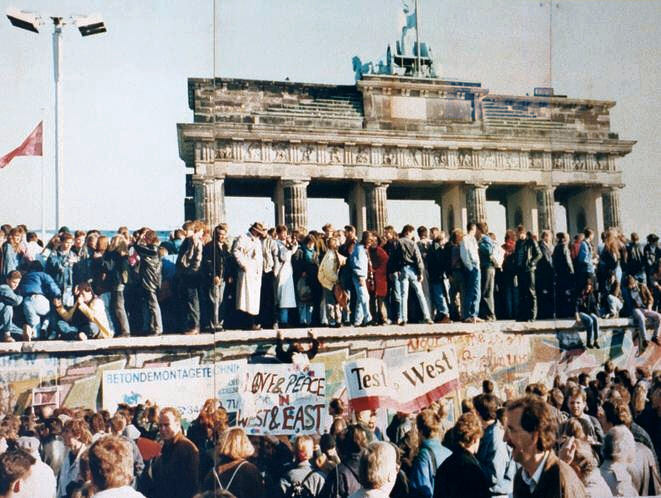
Menschenmengen auf der Berliner Mauer Ende 1989 nach dem historischen Mauerfall. Im Hintergrund das Brandenburger Tor, Symbol der Wiedervereinigung Deutschlands

Der „Republikgeburtstag“ am 7. Oktober 1989 fand bereits unter sehr spannungsgeladenen Umständen statt, mit Protestaktionen und polizeilichen Übergriffen am Rande der Festlichkeiten in Berlin. Zwei Tage später wichen in Leipzig die in großer Zahl drohend aufgebotenen Einsatzkräfte vor der schieren Masse von geschätzt 70.000 Demonstranten ohne Gewaltanwendung zurück. Es war nach Winkler eine „neuartige Revolution, die sich mit der Parole ‚Keine Gewalt!‘ selbst zügelte und nicht zuletzt deshalb ihr Ziel erreichte. Die ‚friedliche Revolution‘ hatte bewusste und unbewusste Teilnehmer: Die bewussten waren die Gründer der Bürgerrechtsgruppen und die Demonstranten, die am 2. Oktober zur Masse zu werden begannen, die unbewussten jene, die um ebendiese Zeit die DDR in Massen verließen.“
Diesem zweifachen, zangenartigen Druck fortlaufend ausgesetzt, fiel das SED-Regime in sich zusammen. Wichtige Stationen dabei waren die Ablösung des Staatschefs Honecker durch Egon Krenz am 18. Oktober 1989, die Großdemonstration auf dem Berliner Alexanderplatz am 4. November, der Mauerfall und die damit verbundene Grenzöffnung an der Berliner Mauer in der Nacht vom 9. auf den 10. November, die Kontrolle der neu gebildeten Regierung Modrow durch den Zentralen Runden Tisch und die erzwungene Auflösung des Stasi-Apparats.

### Die DDR auf West- und Wiedervereinigungskurs
Mit der Maueröffnung und den nachfolgenden massenhaften Erkundungsbesuchen der DDR-Bewohner im Westteil Berlins und in der Bundesrepublik änderte sich die Stoßrichtung der politischen Willensbekundung im öffentlichen Raum und auf Demonstrationszügen. Sie ist sprechend festgehalten in einer Abwandlung des Slogans „Wir sind das Volk!“, der auf politische Beteiligungsrechte und innerstaatliche Reformen in der DDR zielte, zu „Wir sind ein Volk!“, was auf die Forderung nach Herstellung der deutschen Einheit hinauslief. Unter den besonderen innerdeutschen und außenpolitischen Umständen der Wende-Zeit wurde damit ein durchschlagender Impuls gesetzt. Bereits kurz nach dem Mauerfall tauchte der Begriff „Wiedervereinigung“ auch in der DDR im öffentlichen Sprachgebrauch auf, doch zunächst als etwas, wozu es nicht kommen werde. Die Berliner Zeitung berichtete am 13. November von einem Telefongespräch zwischen Egon Krenz und Helmut Kohl unter der Überschrift „Wiedervereinigung nicht auf der Tagesordnung“. Eine Woche später wandte sich Krenz in einem Interview mit dem Fernsehsender CNN gegen Spekulationen, dass die Öffnung der deutsch-deutschen Grenzen eines Tages zur Wiedervereinigung führen werde.
Schnell erwiesen sich langfristige Pläne vertraglicher Bindungen und enger Zusammenarbeit bis hin zu konföderativen Strukturen, wie sie Bundeskanzler Helmut Kohls am 28. November 1989 vorgetragener Zehn-Punkte-Plan enthielt, als überholt. Die wirtschaftliche Zwangslage und politische Instabilität der DDR ließen auch Ministerpräsident Hans Modrow auf einen Kurs „Deutschland einig Vaterland“ einschwenken. Der Termin für die am Runden Tisch vereinbarte freie Wahl zu einer neuen DDR-Volkskammer wurde angesichts fortschreitenden Zerfalls der staatlichen Ordnung vom 6. Mai auf den 18. März 1990 vorgezogen.
Joachim Gauck, der als Rostocker Mitglied des Neuen Forums zunächst seine örtlichen Mitstreiter und Ende Januar 1990 in Berlin auch die Mehrheit aller Delegierten dieser Bürgerbewegung für die Idee der deutschen Einheit gewonnen hatte, beschreibt die eigenen Gefühle anlässlich der Stimmabgabe zur Volkskammerwahl, die mit einer Wahlbeteiligung von 93,4 % stattfand: „Dann kam der Wahltag, der 18. März 1990. Als ich meine Stimme abgegeben hatte, liefen mir die Tränen über das Gesicht. Ich musste fünfzig Jahre alt werden, um erstmals freie, gleiche und geheime Wahlen zu erleben. Und nun hatte ich sogar die Möglichkeit, ein wenig an der politischen Gestaltung der Zukunft mitzuwirken.“ Bei insgesamt enttäuschendem Ergebnis für die politisch organisierten DDR-Bürgerrechtler und einem in diesem Ausmaß als sensationell empfundenen Wahlsieg der Allianz für Deutschland zog Gauck als einer von zwölf Abgeordneten für Bündnis 90 in die neue Volkskammer ein.

## Von der Volkskammerwahl zur Währungs-, Wirtschafts- und Sozialunion (März bis Juli 1990)
Gauck saß unter insgesamt 409 Abgeordneten in der neuen Volkskammer, in der die drei größten Fraktionen mit 163 Mandaten die CDU, mit 88 die SPD und mit 66 Sitzen die PDS stellten. „Und was 40 Jahre eine Lüge gewesen war“, schreibt Gauck, „würde Wahrheit werden: eine Deutsche Demokratische Republik. […] Doch bei näherem Hinsehen trübten sich meine Freude und mein Stolz: Etwa 185 der neuen Abgeordneten hatten im untergegangenen System der SED oder einer Blockpartei angehört.“ Nur wenige von ihnen waren allerdings auch bereits Mitglieder der vorherigen Volkskammer. Obwohl die PDS als aus der SED hervorgegangene Partei politisch isoliert war, einte die Beteiligten im Umgang untereinander zumindest das gemeinsame Aufwachsen in der DDR. Die Atmosphäre in den Volkskammersitzungen beschreibt Gregor Gysi als vergleichsweise ungezwungen: „Man applaudierte, wenn jemand einen klugen Gedanken geäußert hatte, selbst wenn der Abgeordnete zu den politischen Gegnern gehörte. Einen Fraktionszwang zu Buhrufen oder kollektiven Beifallskundgebungen gab es nicht. Abstimmungsresultate waren mitunter offen.“ Es ist vorgekommen, dass die Regierungsfraktionen von CDU und SPD aneinandergerieten, weil bei kontroversen Abstimmungen die PDS-Abgeordneten mal für die eine, mal für die andere Seite votierten.
Neuer Ministerpräsident wurde am 12. April 1990 der CDU-Vorsitzende Lothar de Maizière, der bereits stellvertretender Ministerpräsident in der Regierung Modrow gewesen war und der für den Zentralen Runden Tisch die Geschäftsordnung entworfen hatte. In der neuen Funktion lernte de Maizière das ganze Ausmaß der desolaten Wirtschafts- und Finanzsituation der DDR kennen: „Während in Westdeutschland 47 Prozent des Bruttosozialprodukts in die öffentlichen Haushalte und 53 Prozent in Investitionen gingen, waren es in der DDR 85 Prozent für den Konsum und nur 15 Prozent für Investitionen. Damit konnten nur die geringsten Reparaturen bezahlt und überhaupt keine Innovationen finanziert werden. Das gesamte Vermögen des Landes (Betriebe, Wohnungen, Infrastruktur) war veraltet, verwahrlost.“
Gegenüber Modrow war de Maizière als frei gewählter Ministerpräsident für die Regierung Kohl nun allerdings in der Rolle des unverzichtbaren Verhandlungspartners und des nicht zu umgehenden Hauptverantwortlichen auf Seiten der DDR im Einigungsprozess. Dafür wurden in der Volkskammer Zweidrittelmehrheiten gebraucht, sodass die Regierungsbeteiligung der Ost-Sozialdemokraten an der Regierung de Maizière beiderseits in Frage und dann auch zustande kam.

### Weichenstellungen und Beschleunigungsfaktoren
Die nun eintretende Entwicklung war auf westlicher Seite zuerst vom vormaligen Chef des Kanzleramts und seinerzeitigen Innenminister Wolfgang Schäuble vorgedacht worden. Als enger Berater des Bundeskanzlers hatte er Kohl gegenüber schon im November 1989 die Erwartung geäußert, dass die deutsche Einheit binnen Jahresfrist erreicht sein werde und hatte Mitte Dezember im Kanzleramt den allerdings vorerst skeptisch aufgenommenen Vorschlag unterbreitet, der Regierung Modrow unverzüglich eine Wirtschafts- und Währungsunion anzubieten, um den Übersiedlerstrom aus der DDR in die Bundesrepublik zu stoppen.
Bei anhaltender finanzieller Zwangslage und drohender Zahlungsunfähigkeit der DDR sowie einem im Januar 1990 ungebremsten Übersiedlerstrom – täglich verließen unterdessen zwischen zwei- und dreitausend Menschen die DDR, sodass die Produktion in vielen Betrieben nur mehr äußerst schwierig aufrechtzuerhalten war – stellte die Bundesrepublik der DDR am 7. Februar 1990 die Wirtschafts- und Währungsunion in Aussicht. In Kohls Regierungserklärung vom 15. Februar hieß es dazu:

„Es geht jetzt darum, ein klares Signal der Hoffnung und der Ermutigung für die Menschen in der DDR zu setzen […] Für die Bundesrepublik Deutschland […] bedeutet das, daß wir damit unseren stärksten wirtschaftlichen Aktivposten einbringen: Die Deutsche Mark. Wir beteiligen so die Landsleute in der DDR ganz unmittelbar und direkt an dem, was die Bürger der Bundesrepublik Deutschland in jahrzehntelanger beharrlicher Arbeit aufgebaut und erreicht haben.“

Ein gravierendes Problem waren die Übersiedlerzahlen jedoch nicht nur für die DDR. Die Bundesregierung kam auch unter Druck seitens der westlichen Bundesländer und der Opposition. Wie eine Bombe sei die Leipziger Losung: „Kommt die D-Mark, bleiben wir, kommt sie nicht, geh’n wir zu ihr“, in Bonn eingeschlagen, bezeugt Richard Schröder. Bereits im November 1989 hatte der saarländische Ministerpräsident Oskar Lafontaine, Kanzlerkandidat in spe der SPD, eine Änderung des Staatsbürgerrechts mit dem Ziel gefordert, sowohl Übersiedlern als auch „volksdeutschen“ Aussiedlern aus dem osteuropäischen Raum „den Zugriff auf die sozialen Sicherungssysteme der Bundesrepublik“ unmöglich zu machen. Der DDR und ihren Bewohnern sollten auf dem eingeschlagenen Demokratiekurs besser Hilfen zum „Dableiben“ als zum „Weggehen“ geboten werden.
Durch seinen Erfolg – eine absolute SPD-Mehrheit bei den saarländischen Landtagswahlen im Januar 1990 – zusätzlich gestärkt, fand Lafontaine für seine Position in Meinungsumfragen zeitweise bis zu 80 Prozent Zustimmung, was angesichts der Ende des Jahres bevorstehenden Bundestagswahlen in den Reihen von CDU und CSU bis in die Parteispitzen hinein Eindruck machte und einigen Unmut auslöste gegenüber der von Bundesinnenminister Schäuble vertretenen Position, der weder vor noch nach der Volkskammerwahl vom 18. März am bisherigen Aufnahmeverfahren rühren lassen wollte, sondern dessen Auslaufen mit der möglichst baldigen Verwirklichung der Wirtschafts- und Währungsunion verknüpfte.
Anders als Lafontaine setzte Richard Schröder als Fraktionsvorsitzender der Ost-SPD ebenfalls auf Tempo bei der Realisierung einer Währungsunion. Es galt, „einen Pflock auf dem Weg zur deutschen Einheit einzuschlagen und den Weg unumkehrbar zu machen. Das war für mich ein ganz wichtiger Gesichtspunkt. Wir konnten nicht sicher sein, wie lange Gorbatschow sich hält. […] Lieber mit einer ruinierten Wirtschaft in die Einheit als mit einer fast ruinierten weiter im Sowjetblock.“

### Die Stunde der Exekutive
Aus der Entscheidung für eine rasch zu realisierende Währungsunion ergab sich die Verteilung der politischen Gewichte im Einigungsprozess, nämlich eine strukturelle Dominanz der bundesdeutschen Verantwortlichen, da es auf Seiten der DDR an ökonomischer und administrativer Expertise für die Angleichung von Wirtschaftsordnung und Sozialsystemen auf der Basis des bundesdeutschen Modells naturgemäß fehlte. „Die Bundesrepublik übernahm das Kommando“, heißt es lapidar bei Andreas Rödder. Dabei hatte der am 7. Februar 1990 eingerichtete Kabinettsausschuss Deutsche Einheit mit seinen für bestimmte Sachbereiche zuständigen Arbeitsgruppen eine die Gesamtabläufe koordinierende Funktion; die detaillierte Ausgestaltung der politischen Vorgaben blieb wesentlich der Ministerialbürokratie überlassen, die dabei erheblich größere Gestaltungsräume ausfüllte als in den üblichen Gesetzgebungsverfahren.
Am 12. April 1990 wurde Lothar de Maizière von der am 18. März 1990 gewählten Volkskammer zum Ministerpräsidenten der DDR gewählt. Bis dahin stand der Bundesregierung kein einigermaßen handlungsfähiger Partner gegenüber, sodass die wichtigen Weichenstellungen zunächst allein von westdeutschen Regierungs- und Verwaltungsstellen ausgingen. Diese waren mit Plänen schon vor dem zum Teil schnell bei der Hand. Der von Finanzstaatssekretär Horst Köhler am 26. Januar 1990 damit beauftragte Leiter des Referats Nationale Währungsfragen, Thilo Sarrazin, präsentierte bereits drei Tage später ein Konzept für die unverzügliche Einführung der D-Mark in der DDR zum Umstellungskurs 1:1, verbunden mit einer Freigabe der Preise sowie dem Ende von Subventionen und Planwirtschaft. Davon ließen sich durch Köhler erst Finanzminister Theo Waigel, dann auch Bundeskanzler Helmut Kohl überzeugen. Zum Zeitpunkt der Offerte einer Währungsunion lagen folglich Grundzüge eines Umsetzungsplans bereits vor. Gerd von Scheven, Referatsleiter im  Bundesfinanzministerium, beschaffte auf dem Finanzmarkt Milliarden D-Mark.
Mit der Ausarbeitung entsprechender Grundlagen für einen Staatsvertrag zwischen Bundesrepublik und DDR von Kohl beauftragt wurde Hans Tietmeyer, früherer Finanzstaatssekretär und Mitglied des Bundesbankdirektoriums. Der erste Entwurf dazu glich nach Ansicht von Claus J. Duisberg, dem damaligen Leiter des Arbeitsstabes Deutschlandpolitik im Kanzleramt, in Substanz und Sprache nahezu einem Unterwerfungsvertrag und musste, da er so der neuen DDR-Regierung nicht präsentabel war, überarbeitet werden. Fünf Tage nach de Maizières Regierungserklärung, am 24. April 1990, legten beide Seiten die Zeithorizonte für die Währungsunion fest: Schon zu den DDR-Kommunalwahlen am 6. Mai sollten die Bürger in etwa absehen, was sie erwartete. Die Bundesbank sah sich zur Währungsumstellung in der DDR mit Datum 1. Juli 1990 technisch in der Lage.

### Wirtschaftlicher Umbruch in der DDR
Eine Währungsunion ohne entsprechende Umgestaltung des DDR-Wirtschaftssystems kam für die Bundesregierung und die sie tragenden politischen Kräfte nicht in Frage. Marktwirtschaftliche Strukturen, freie Preisbildung und Privatisierung der Staatsbetriebe gehörten folglich zu den Begleiterscheinungen des Einigungsprozesses. Zum wichtigsten Förderinstrument des wirtschaftlichen Umbruchs sollte die bereits von der Modrow-Regierung am 1. März 1990 gegründete „Anstalt zur treuhänderischen Verwaltung des Volkseigentums“ werden, die der Umwandlung von Volkseigenen Kombinaten, Betrieben und Einrichtungen in Kapitalgesellschaften dienen sollte. Westliches Kapital wurde da aber noch außen vor gehalten, eine durch den Treuhand-Gründungsbeschluss der Volkskammer vom 17. Juni 1990 korrigierte Ausrichtung.
Mit Inkrafttreten des Gesetzes am 1. Juli 1990 übernahm die Treuhandanstalt 7894 Volkseigene Betriebe mit vier Millionen Beschäftigten, etwa 40 % aller Arbeitskräfte, sowie eine mehr als die Hälfte der DDR umfassende Grundfläche. Dazu gehörten auch Kraftwerke und Bergbauunternehmen, ausgedehnte Ländereien mit land- und forstwirtschaftlichen Betrieben sowie Hotels und Gaststätten bis hin zu Zirkusbetrieben. „Praktisch war die Treuhandanstalt damit für den ganz überwiegenden Teil der DDR-Wirtschaft zuständig“, schreibt Duisberg. Nur 2 % der Betriebe wurden als fähig eingeschätzt, rentabel zu arbeiten; 48 % hielt man für in diesem Sinne entwickelbar; 25 % galten mit Abstrichen als sanierungsfähig, 21 % für stillzulegen nötig (30 % wurden es schließlich).
Auf Vorerfahrungen hinsichtlich der Überführung einer Zentralverwaltungs- bzw. Planwirtschaft in marktwirtschaftliche Strukturen konnte nicht zurückgegriffen werden. Die Treuhand-Führung verschrieb sich der Devise: „schnell privatisieren – entschlossen sanieren – behutsam stilllegen“. An verlässlichem Wissen über die ostdeutsche Wirtschaft mangelte es im Westen; für eine sorgfältige Bestandsaufnahme war keine Zeit: „Rasch entfernten sich die tatsächlichen Erfahrungen von den ursprünglichen Erwartungen.“
Die Produktivität der DDR-Wirtschaft im Vereinigungsjahr lag bei weniger als einem Drittel im Vergleich zur westdeutschen. Dies beruhte zu einem Gutteil auf einem Prunkstück der DDR-Sozialpolitik: dem Recht auf Arbeit als allgemeiner Beschäftigungsgarantie. Denn damit verbunden war eine unökonomische Überbeschäftigung in vielen Betrieben und Verwaltungen und als Folge „eine geringe Arbeitsmotivation und fast unüberwindliche Hindernisse für die Anpassung der Betriebe an veränderte Produktions- und Marktbedingungen.“ Der unmittelbare Übergang zur Marktwirtschaft auf allen Ebenen entpuppte sich daher für viele als Schockerlebnis.

„Die DDR-Wirtschaft verlor 1990 schlagartig fast alle ihre Kunden, nämlich die Inlandskunden, weil die DDR-Bürger nur noch Westwaren kaufen wollten. Sie verlor viele Auslandskunden aus dem Osten, weil der sozialistische Wirtschaftsverbund RGW Anfang 1990 in Sofia beschloss, den internen Handel auf Devisen umzustellen. Daraufhin kauften die Ungarn lieber japanische Autos als DDR-Autos. Und sie verlor ihre westdeutschen Kunden, weil die Ostwaren nicht mehr als Billigprodukte [z. B. IKEA] zur Verfügung standen, wenn die Löhne im Osten mit Westgeld bezahlt werden mussten.“

Zusätzlich beeinträchtigt wurde die Wettbewerbsfähigkeit der DDR-Unternehmen im Einigungsprozess durch steigende Lohnkosten: Unter dem Eindruck der Diskussion um die Währungsunion setzten die Beschäftigten der ostdeutschen Unternehmen im zweiten Quartal 1990 eine Lohnerhöhung um etwa 20 % durch, in den ersten 15 Monaten nach der Währungsunion um noch einmal 50 %.

### Der Umstellungskurs im sozioökonomischen Spannungsfeld

Hundertmarkscheine West und Ost

Die zunehmend deutlicher hervortretende geringe Arbeitsproduktivität und Schwäche der DDR-Wirtschaft ließen Bundesbank und Bundesfinanzministerium von der geplanten 1:1-Währungsumstellung abrücken. Am 29. März 1990 kam es zu einer Entschließung des Zentralbankrats, wonach die Umstellung hauptsächlich im Verhältnis 2 Ost-Mark zu 1 DM durchzuführen sei. (Als marktgerechter Kurs konnte sogar die Relation von 4,3:1 gelten.)
Dies stand allerdings im Widerspruch zu den von allen Parteien im Volkskammer-Wahlkampf gemachten Versprechungen und führte zu Empörung und Protestdemonstrationen in der ostdeutschen Bevölkerung. Tenor der in Ost-Berlin und mehreren DDR-Städten abgehaltenen Demonstrationen: „Eins zu eins, oder wir werden niemals eins!“ Eine Halbierung der Nettolöhne (von 1988 durchschnittlich 854 Mark) hätte bedeutet, dass die Ostlöhne zunächst großteils bei weniger als einem Fünftel der Westlöhne gelegen hätten. Gewichtiger Fürsprecher des 1:1-Kurses in dieser Lage war Bundesarbeitsminister Norbert Blüm, der sich bereits am 27. März brieflich an Kohl gewandt und gemahnt hatte, „daß ein Umstellungssatz, der unter der Relation von 1:1 liegt, zu tiefgreifenden sozialen Verwerfungen sowie zu destabilisierenden politischen Folgewirkungen führen würde.“
Die politisch Verantwortlichen in der DDR hielten durchgängig an der Forderung nach 1:1-Umstellung fest. Der Vorsitzende der Ost-SPD Markus Meckel machte die Regierungsbeteiligung seiner Partei davon abhängig; Ministerpräsident de Maizière legte sich ebenfalls darauf fest und bezeichnete ein solches Umtauschverhältnis in seiner Regierungserklärung vom 19. April 1990 als grundlegend. Hinsichtlich einer 1:1-Umstellung sämtlicher privaten Guthaben von geschätzt 190 Milliarden Mark wurde aber westlicherseits ein inflationstreibender Geldüberhang befürchtet, bei 1:1-Bewertung der Unternehmensschulden andererseits der finanzielle Ruin zahlloser Betriebe, die nun den üblichen Kapitalmarktzins bei der Bedienung ihrer Schulden zu erwarten hatten.
Aus der internen Kompromisssuche von Bundesregierung und Bundesbank sowie den anschließenden Verhandlungen zwischen beiden Regierungsspitzen ergab sich am 2. Mai 1990 die letztgültige Regelung: Laufende Einkommen und Rentenzahlungen wurden im Verhältnis 1:1 umgestellt; Sparguthaben und Verbindlichkeiten (so auch die Unternehmensschulden) generell 2:1. Davon ausgenommen und wiederum 1:1 umgestellt wurden private Sparguthaben in bestimmter, nach Alter differenzierter Höhe: 2000 Mark pro Kind im Alter bis zu 14 Jahren; 4000 Mark für Personen bis 59 Jahren und 6000 Mark für die noch Älteren. Ab 1. Juli 1990 hatten West- und Ostdeutsche die D-Mark als gemeinsame Währung.

### Sozialunion
Neben die Währungsunion und die anlaufende marktwirtschaftliche Transformation trat als drittes Element im Ersten Staatsvertrag zwischen Bundesrepublik und DDR die Sozialunion. Zwar hatten Wirtschaftskreise und Bundesbank zunächst Bedenken erhoben, dass die vollständige Übertragung der sozialen Sicherungssysteme auf die DDR private Investitionen und den wirtschaftsstrukturellen Umbau behindern könnten; doch behielten die hierin einigen Wirkkräfte von Bundesarbeitsministerium, Gewerkschaften, Sozialdemokraten und Volkskammerparteien die Oberhand. In Anbetracht der vielfältig einschneidenden Änderungen der Lebensverhältnisse ging es schließlich darum, den Ostdeutschen eine neue Form sozialen Halts zu verschaffen, da die überschaubare und geregelte bisherige Existenz zu Ende ging. De Maizière als Regierungschef hatte dabei etwa folgenden typischen Werdegang eines in Kombinatsnähe geborenen DDR-Bürgers vor Augen:

„War er geboren, kam er in die kombinatseigene Krippe, um nach drei Jahren in den kombinatseigenen Kindergarten überzuwechseln. War er krank, ging er in die Polyklinik des Kombinats. Im Sommer besuchte er das Ferienlager, das dem Kombinat gehörte, und anschließend war er noch 14 Tage mit den Eltern in der kombinatseigenen Ferieneinrichtung. Seine Lebenserwartungen waren gradlinig, quasi schienenfahrzeughaft: 14. Lebensjahr Jugendweihe mit Moped-Geschenk und Trabant-Anmeldung; 16. Lebensjahr Facharbeiterabschluß; 20. Lebensjahr Ende der NVA-Dienstzeit und Eintritt ins volle Erwerbsleben. Nach dem Besuch der kombinatseigenen Betriebsberufsschule war die Übernahme in den Betrieb gesichert. Und wenn er nicht silberne Löffel stahl, blieb er dort. Es galt als ehrenrührig, seinen Arbeitsplatz zu kündigen. Man wechselte eben nicht. Dem folgte eine frühe Eheschließung, weil nur ein Ehepaar einen Antrag auf Zuweisung einer gemeinsamen Wohnung stellen konnte, auf die man ohnehin acht Jahre zu warten hatte.“

Die Erwerbsquote von Frauen im arbeitsfähigen Alter lag in der DDR 1989 bei 81 % und damit weit über der in Westdeutschland. Sie wurde gefördert durch bezahlte Freistellung im Rahmen eines Babyjahres und durch ein weitreichendes Angebot an Kinderbetreuungsstätten.
Als Orientierungsgrundlage für die DDR-Verantwortlichen diente in den Verhandlungen über die Sozialunion die noch vom Zentralen Runden Tisch entworfene und am 7. März 1990 von der Volkskammer beschlossene Sozialcharta. Man strebte die Einheit auf dem Wege eines „wechselseitigen Reformprozesses beider deutschen Sicherungssysteme“ an, woraus sich insgesamt ein höheres soziales Sicherungsniveau ergeben sollte. Gefordert wurden unter anderem die Bewahrung der Rechte auf Arbeit, Wohnung mit wirksamem Mietschutz, kostenlose Aus- und Weiterbildung sowie gesundheitliche Betreuung. Bei der aus der Sozialcharta resultierenden Kombination von bundesdeutschen Sozialleistungen mit sozialer Sicherheit nach DDR-Muster blieb allerdings die Frage der Finanzierung offen. Von westdeutscher Seite wurde das heftig kritisiert und als Ausdruck fehlenden Realitätssinns angeprangert.
Akut besserungsbedürftig stellte sich unter DDR-Bedingungen vor allem die Lage von Rentnern, Invaliden, Behinderten und Hinterbliebenen dar, denen also, die nicht unmittelbar am Produktionsprozess beteiligt waren: „Die Alten- und Invalidenrenten aus der Pflichtversicherung boten nicht mehr als eine weitgehend nivellierte Grundversorgung auf sehr niedrigem Niveau, die nur wegen der hohen Subventionierung der Güter des Grundbedarfs nicht zur völligen Verarmung führte. […] Das durchschnittliche Haushaltseinkommen der ostdeutschen Rentner lag 1983 nominal nur bei einem Viertel, bei Berücksichtigung der Kaufkraftunterschiede bei etwa einem Drittel des westdeutschen Niveaus.“ Mit der Übertragung des westlichen Rentenrechts stiegen die Ostrenten von 30 bis 40 % des durchschnittlichen Arbeitseinkommens auf 70 % nach 45 Beitragsjahren.
Auch insgesamt führte die Sozialunion zu einer Übertragung des westdeutschen sozialen Sicherungssystems auf die DDR, wobei hier übergangsweise einige günstigere Regelungen – beispielsweise für Frauen – erhalten blieben. Der Staatsvertrag wurde in der Volkskammer mit 302 gegen 82 Stimmen, im Bundestag mit 444 zu 60 Stimmen und im Bundesrat gegen die Stimmen des Saarlands und Niedersachsens schließlich am 22. Juni angenommen.

## Äußere Voraussetzungen des Einigungsprozesses

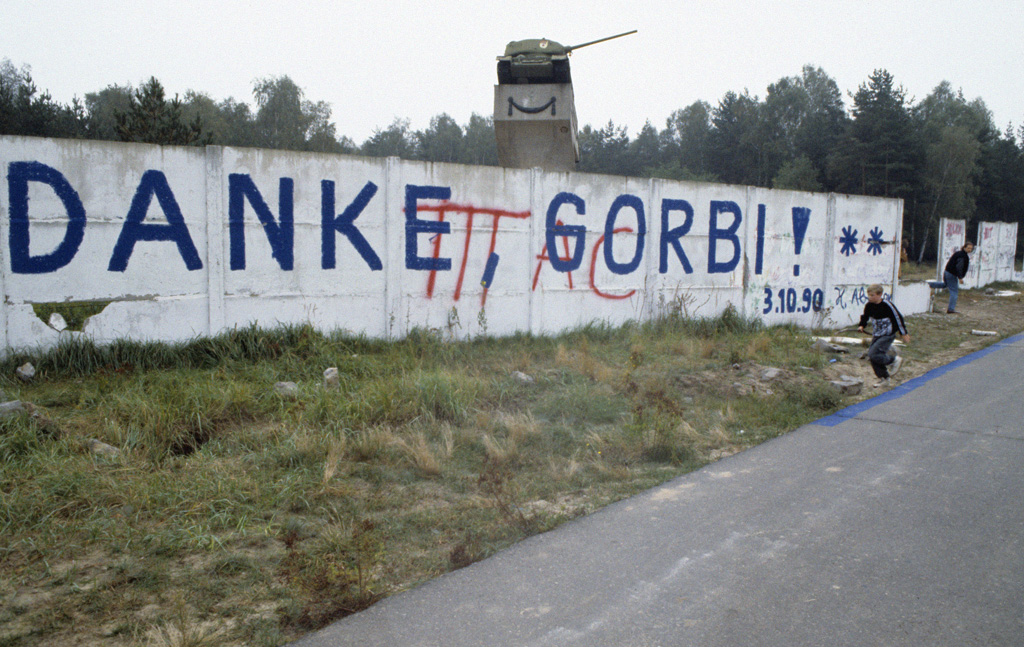
Berliner Mauer am 3. Oktober 1990

Der außenpolitische Schlüssel zur deutschen Einheit lag nach der Überzeugung beider deutschen Regierungen, auch bereits zu Zeiten der Regierung Modrow und des Zentralen Runden Tisches, in Moskau. Während eines Besuchs in Moskau im Dezember 1989 musste Bundesaußenminister Hans-Dietrich Genscher noch harte Kritik von Gorbatschow und Außenminister Eduard Schewardnadse für Kohls Zehn-Punkte-Plan einstecken. Im Januar hatte Gorbatschow in kleinem Kreis seine Entscheidung, die deutsche Wiedervereinigung zu akzeptieren, bekannt gegeben. Während Kohls Besuch in Moskau machte Gorbatschow der Bundesregierung am 10. Februar 1990 das grundlegende Zugeständnis, dass die Deutschen in Ost und West selbst wissen müssten, welchen Weg sie gehen wollten. Sie hätten das Recht, die Einheit anzustreben. In der sowjetischen Presse betonte er elf Tage später die Verantwortung der Vier Mächte, denen die Deutschen nicht einfach ihre Vereinbarungen zur Billigung vorlegen dürften, die „Unverrückbarkeit“ der Nachkriegsgrenzen in Europa und die Notwendigkeit der Einbettung einer Wiedervereinigung in die Schaffung einer neuen gesamteuropäischen Sicherheitsstruktur.
Bereits am 2. Februar hatte Genscher den Vorschlag des State Departements gutgeheißen, die äußeren Rahmenbedingungen des Einigungsprozesses in Zwei-plus-Vier-Verhandlungen festzulegen. Als beim Treffen der Außenminister von NATO und Warschauer Pakt am 13. Februar in Ottawa die Vertreter Italiens und der Niederlande die eigene Beteiligung an den Verhandlungen über die deutsche Einheit forderten, war die Zwei-plus-Vier-Konstellation unter den Beteiligten bereits so verankert, dass Genscher den Kollegen energisch entgegnen konnte: „You are not part of the game!“ Von da an vergingen aber noch zwei Monate, bis am 12. April mit Markus Meckel der DDR-Vertreter für diese Verhandlungen die Amtsgeschäfte überhaupt erst aufnehmen konnte.
Auch auf diesem Feld waren also bereits Weichen gestellt, bevor die DDR-Seite sich wirksam einzubringen vermochte. Vom Zentralen Runden Tisch her bestand die Vorstellung eines entmilitarisierten Status für das geeinte Deutschland. Die Friedensbewegung der DDR war ein wichtiger Sammelpunkt früher SED-Opposition nicht zuletzt im Schutze der Kirchen gewesen. Das neue Außenministerium unter Führung des Theologen Meckel ging mit Idealismus und Gestaltungsanspruch an die Arbeit, wollte nicht bloß die Rolle des Bonner Juniorpartners und Erfüllungsgehilfen spielen. Mit Vorstellungen über eine gesamteuropäische Sicherheitsordnung, Neutralität und Überwindung des Blockdenkens sah man sich den Zielen Gorbatschows näher als denen der Bundesregierung. Insgesamt aber fehlte es nicht nur an internationaler und diplomatischer Erfahrung, sondern angesichts akuter wirtschaftlicher Schwäche und absehbar befristeter Wirkungsmöglichkeiten an tatsächlichem Einfluss.

### Herstellung einer gemeinsamen Haltung des Westens
Wenig angetan von der Perspektive einer Vereinigung von DDR und Bundesrepublik waren unter den für die deutsche Frage immer noch mitverantwortlichen Westmächten die Regierungen Frankreichs und Großbritanniens, die eine künftige Dominanz Deutschlands und eine Störung des europäischen Gleichgewichts fürchteten. Seit der Reichsgründung zur Zeit Bismarcks, argumentierte die britische Premierministerin Margaret Thatcher, habe Deutschland „stets auf unberechenbare Weise zwischen Aggression und Selbstzweifeln geschwankt“. Vom Wesen her sei Deutschland eher eine destabilisierende Kraft im europäischen Gefüge. Im Ergebnis ähnlich äußerte sich zunächst auch Frankreichs Staatspräsident François Mitterrand, der den Deutschen zwar das Selbstbestimmungsrecht zubilligte, sie aber nicht berechtigt sah, „die politischen Realitäten in Europa durcheinanderzubringen“. Wie zur Unterstreichung diesbezüglicher französischer Vorkehrungen reiste Mitterrand vom 20. bis 22. Dezember 1989 zum Staatsbesuch in die DDR und schloss mit der Regierung Modrow ein langfristiges Handelsabkommen. Auf Fortsetzung der Besuchsdiplomatie bei gleichzeitig abwartender Haltung setzten nach dem Mauerfall aber auch andere westliche Länder. Deutlich wird das etwa am Beispiel Österreichs, dessen Kanzler Franz Vranitzky von der SPÖ als erster Regierungschef im Rahmen eines offiziellen Besuchs von Modrow empfangen wurde. Als einziger Regierungschef eines großen EWG-Landes unterstützte der spanische Premierminister Felipe González von Anfang an Kohl auf dem Weg zur Vereinigung der beiden deutschen Staaten.
Eine andere, letztlich den Ausschlag gebende Position nahm die US-Regierung unter George H. W. Bush ein, indem sie frühzeitig die deutsche Einheit befürwortete und dies mit der Vorgabe verknüpfte, dass ein wiedervereinigtes Deutschland dem NATO-Bündnis angehören sollte. Bush hatte schon im Dezember 1989 seine Zustimmung signalisiert und verständigte sich Ende Februar 1990 in Camp David mit Bundeskanzler Kohl über die gemeinsame Linie in den Zwei-plus-Vier-Verhandlungen, wobei Bush auch bereits Thatchers Einlenken mitteilen konnte. Die britische Regierung misstraute Gorbatschows Vision einer gesamteuropäischen Friedensordnung unter Auflösung der Bündnisblöcke und wollte die engen Beziehungen zu den USA nicht aufs Spiel setzen. Für Frankreich aber war ein Kernziel die Fortsetzung der europäischen Integration im Wege einer Wirtschafts- und Währungsunion, zu der die deutsche Bundesregierung eine grundsätzliche Bereitschaft zugesagt hatte, während Großbritannien sie ablehnte. „Beide Mächte sahen schließlich, dass der innere Einigungsprozess Deutschlands nicht aufzuhalten war, da die Sowjetunion schließlich kein Veto gegen die deutsche Einheit einlegen würde, und dass in dieser Situation ihren sicherheitspolitischen Interessen durch die Einbindung eines vereinigten Deutschlands in die NATO am besten entsprochen würde.“
Bereits im Januar 1990 wurden seitens der Europäischen Wirtschaftsgemeinschaft (EWG) unter dem französischen Kommissionspräsidenten Jacques Delors die Weichen für eine zügige Aufnahme der DDR in die EWG gestellt, wobei Delors da auch die deutsche Einheit bereits ausdrücklich befürwortete. Vor dem Europäischen Parlament erklärte er die DDR zu einem Sonderfall, auf den der vorläufige Erweiterungsstopp nicht anzuwenden sei. Bei einem Sondergipfel in Dublin begrüßten die Staats- und Regierungschefs der EWG am 28. April die sich anbahnende Vereinigung Deutschlands und bewerteten sie als positiven Faktor für die künftige Entwicklung der Gemeinschaft. Mit ihrer vornehmlich in wirtschaftlicher Hinsicht konstruktiven Unterstützung hat insbesondere die Europäische Kommission auch die kleineren EWG-Mitgliedsstaaten in den deutschen Einigungsprozess eingebunden.

### Bündnisfrage und Endgültigkeit der deutschen Grenzen
Während unter den Westmächten noch vor der Volkskammerwahl im März Übereinstimmung in Bezug auf die Förderung der deutschen Einheit und auf die NATO-Zugehörigkeit des vereinten Deutschlands hergestellt war, blieb einstweilen offen, ob die Sowjetunion das auch hinzunehmen bereit war, was noch Anfang 1990 kaum erwartet wurde. In den Moskauer Verhandlungen vom 10. Februar brachte Gorbatschow eine Blockfreiheit nach dem Vorbild Indiens oder Chinas ins Gespräch und machte deutlich, dass er eine Schwächung des Warschauer Pakts im Kräfteverhältnis zur NATO als Folge der deutschen Einheit nicht hinnehmen würde. Anfänglich hatte auch Bundeskanzler Kohl Zweifel an der diesbezüglichen amerikanischen Linie und war am 18. Januar mit Meinungsverschiedenheiten gegenüber Washington zitiert worden: „Er denke aber, dass sich die amerikanische Auffassung bei einer Veränderung des Verhältnisses zwischen NATO und Warschauer Pakt ändern könnte.“ Erst bei den direkten Kontakten mit Bush in Camp David legte Kohl sich auf die amerikanische Linie einer uneingeschränkten gesamtdeutschen NATO-Mitgliedschaft als westliches Verhandlungsziel fest (mit einer militärischen Übergangsregelung für das Gebiet der DDR), während er zuvor Genschers vermittelnde Position eingeschränkter NATO-Zuständigkeiten für das DDR-Territorium unterstützt hatte. Danach allerdings verfocht Kohl den neuen Kurs auch teils mit der bestimmten Aussage, er sei nicht bereit, die NATO-Bündniszugehörigkeit für die deutsche Einheit auf das Spiel zu setzen.
Die sowjetische Haltung in dieser Frage war veränderlich und schwankend, sodass auf Seiten der Bundesregierung zunehmend Optimismus überwog, die westliche Linie durchsetzen zu können. Vor Beginn der Zwei-plus-Vier-Verhandlungen gab Gorbatschow die Devise aus: „Deutschland darf nicht in die NATO eintreten und damit basta.“ Wenige Wochen später pflichtete er aber bei Konsultationen in Washington am 31. Mai George Bush bei, als dieser ihn fragte, ob alle Staaten gemäß der KSZE-Schlussakte von Helsinki das Recht hätten, ihre Bündniszugehörigkeit selbst zu wählen. Anschließend bemerkte Bush: „Die USA plädieren eindeutig für die Mitgliedschaft des vereinten Deutschlands in der NATO, wenn Deutschland jedoch eine andere Wahl trifft, werden die USA nicht dagegen einschreiten, sondern diese respektieren.“ Worauf Gorbatschow antwortete: „Einverstanden.“ Diese Konzession wurde von allen überrascht aufgenommen, auch innerhalb der sowjetischen Verhandlungsdelegation selbst. In den Wochen danach kam es mit Rücksicht auf den bevorstehenden KPdSU-Parteitag Anfang Juli, wo der Eindruck außenpolitischer Schwäche vermieden werden sollte, neuerlich zu einer härteren sowjetischen Gangart in der Bündnisfrage. Beim zweiten Außenministertreffen im Rahmen der Zwei-plus-Vier-Konferenzen am 22. Juni 1990, dem 49. Jahrestag des NS-deutschen Angriffs auf die Sowjetunion, forderte Schewardnadse eine fünfjährige Übergangszeit des Verbleibs beider Teile Deutschlands in den jeweiligen Bündnissystemen, während die DDR-Delegation unter Meckel eine künftige europäische Sicherheitsordnung als zentral bedeutsamen Verhandlungsgegenstand etablieren wollte. Beides stand in deutlichem Gegensatz zu westlichen Interessen und Positionen.
Mit der Vereinigung beider deutschen Staaten stand 1990 die völkerrechtlich endgültige Anerkennung der Oder-Neiße-Grenze als polnische Westgrenze auf der Tagesordnung, da die Frage der Grenzregelung im Osten in Ermangelung eines Friedensvertrags nie abschließend geklärt worden war. Hierzu gab es keine sinnvolle Alternative, da sie frühzeitig von allen Verhandlungspartnern der Bundesrepublik gefordert worden war – US-Präsident Bush hatte seine Zustimmung zur Wiedervereinigung direkt von ihr abhängig gemacht.
Auf bundesdeutscher Seite wurde diese Frage lange in der Schwebe gehalten, seitens der DDR lag die Anerkennung der „Oder-Neiße-Friedensgrenze“ bereits ab 1950 vor. Die nachkommunistische Regierung Mazowiecki machte dies zur Bedingung ihrer Zustimmung zur deutschen Einheit. Kohl andererseits konnte sich auf ein Bundesverfassungsgerichtsurteil von 1973 stützen, wonach die deutsch-polnische Grenze erst durch ein vereinigtes und vollständig souveränes Deutschland anerkannt werden könne. Diesbezüglich lag nach Rödder eine Inkompatibilität von völkerrechtlichen und politischen Argumentationsebenen vor, zudem überlagert von äußeren Forderungen und inneren Rücksichten. Einerseits hielt Kohl die Grenzanerkennung womöglich noch als Gegengewicht gegen eventuelle polnische Reparationsforderungen vor; hauptsächlich aber galten seine Vorbehalte der Rücksichtnahme auf die Heimatvertriebenen als wichtige Wahlklientel der Unionsparteien.
Gegen Kohls Unbeweglichkeit in dieser Frage standen aber nicht nur die Regierungen Polens und der Sowjetunion, sondern auch die Westmächte, die DDR-Regierung und der Koalitionspartner FDP mit Bundesaußenminister Genscher. Als wichtiges Zugeständnis gemeint war die Einigung der Koalitionsfraktionen auf eine Bundestagsresolution vom 8. März 1990, der zufolge bald nach der Volkskammerwahl am 18. März 1990 beide deutschen Parlamente erklären sollten, dass mit Blick auf die deutsche Einheit die Unverletzlichkeit der Grenzen gegenüber der Republik Polen bekräftigt und alsbald von einer gesamtdeutschen Regierung auch vertraglich besiegelt werden würde. Auch damit gaben sich aber weder Tadeusz Mazowiecki noch Mitterrand zufrieden, sondern forderten gemeinsam weitergehende Sicherheiten und die Beteiligung Polens an den Zwei-plus-Vier-Gesprächen, was wiederum Kohl verärgerte. Ende Mai äußerte er sich in einem Brief an de Maizière besorgt über das weitere Vorgehen in dieser Frage, nachdem die DDR-Verhandlungsführung einen unabgesprochenen Vertragsentwurf in die trilateralen Gespräche mit Polen eingeführt hatte.
Für endgültige Klarheit in den eigenen Reihen und nach außen sorgte Kohl in der Bundestagsdebatte am 21. Juni 1990, in der er erklärte: „Entweder wir bestätigen die bestehende Grenze, oder wir verspielen heute und für jetzt unsere Chance zur deutschen Einheit.“ Die Zeit für eine endgültige und dauerhafte Aussöhnung mit dem polnischen Volk sei reif; was zwischen Deutschen und Franzosen möglich war, könne und müsse auch zwischen Deutschen und Polen möglich werden. Aus den Reihen der den Vertriebenen nahestehenden Abgeordneten kamen nur 15 Gegenstimmen, als der Bundestag – und in einem gleichlautenden Beschluss die Volkskammer am Tag darauf – den Willen erklärte, dass der Verlauf der Grenze zwischen dem vereinten Deutschland und Polen durch einen völkerrechtlichen Grenzvertrag endgültig bekräftigt werden würde.
Nach Angaben des Spiegel von 2010 signalisierte der sowjetische Generalmajor Geli Batenin im Sommer 1990 gegenüber Joachim von Arnim, einem Referatsleiter in der deutschen Botschaft in Moskau, Interesse an Verhandlungen über die Oblast Kaliningrad. Dieser hielt ihn aber für einen Geheimdienstler und zeigte sich desinteressiert: Wenn die Sowjetunion „Probleme mit der Entwicklung des nördlichen Ostpreußens habe, so sei das ihre Sache“.

### Interessenausgleich mit der Sowjetunion
Die in der zweiten Runde der Zwei-plus-Vier-Verhandlungen am 22. Juni von Schewardnadse verfochtene fünfjährige Übergangsregelung bei der Bündniszugehörigkeit des vereinten Deutschlands, die als deutlicher Rückschlag gegenüber den vorherigen Signalen der Moskauer Führung aufgefasst wurde, unterstrich die Notwendigkeit, den politischen Interessen Gorbatschows und seiner Mitstreiter entgegenzukommen, um den mit der Währungsunion voll in Fahrt gekommenen deutschen Einigungsprozess auch außenpolitisch zeitnah abschließen zu können. Nur mit Gorbatschow und den ihn stützenden Reformkräften in der Sowjetunion, so die Überzeugung in den westlichen Regierungszentralen, konnte das gelingen.
Gorbatschow aber steckte mit seinem Reformprojekt 1990 bereits in großen Schwierigkeiten. Der wirtschaftliche Umbau kam kaum voran, Versorgungsmängel wurden spürbar; und im sowjetischen Staatsverband kam es insbesondere durch die Unabhängigkeitsbestrebungen der baltischen Staaten zu ersten Auflösungserscheinungen. Während der US-Senat das baltische Selbstbestimmungsrecht und Loslösungsbestreben klar unterstützte, war die deutsche Bundesregierung wesentlich darauf bedacht, Gorbatschow auf keine Weise nachhaltig zu verprellen. Außenminister Genscher hatte bereits Anfang 1987 eine Kursänderung angemahnt: „Sitzen wir nicht mit verschränkten Armen da und warten, was Gorbatschow uns bringt! Versuchen wir vielmehr, die Entwicklung von unserer Seite voranzutreiben und zu gestalten […] Festigkeit ist geboten, aber eine Politik der Stärke, des Strebens nach Überlegenheit, des In-die-Ecke-Rüstens muß ein für allemal zu den Denkkategorien der Vergangenheit gehören – auch im Westen.“ Im Einigungsprozess 1990 war Genscher mehr als Kohl bereit, eine stärkere Truppenreduzierung bei der Bundeswehr und einen militärischen Sonderstatus der DDR im Zuge der Wiedervereinigung zu akzeptieren. Beide Seiten strebten seit Beginn der Zwei-plus-Vier-Verhandlungen eine „Paketlösung“ hinsichtlich des Interessenausgleichs an, wobei die Gewährung der Einheit und Souveränität Deutschlands für die sowjetische Seite sowohl machtpolitisch gesichtswahrend zustande kommen als auch ökonomisch und finanziell möglichst einträglich kompensiert werden sollte.
Bereits im Januar 1990 war ein dringliches sowjetisches Ersuchen um Lebensmittelhilfe als Chance genutzt worden, das politische Klima zu verbessern. Kohl befürwortete diese Hilfe mit dem Satz, wenn Gorbatschow stürze, könne man auch die Wiedervereinigung vergessen. Das Eintreten für Wirtschaftshilfen zugunsten der Sowjetunion und Osteuropas auf dem Weltwirtschaftsgipfel in Houston (9.–11. Juli 1990) begründete Kohl vorab im CDU-Bundesvorstand mit der Einschätzung, für die UdSSR sei die Frage der künftigen Wirtschaftsbeziehungen am Ende wichtiger als die NATO-Zugehörigkeit Deutschlands. So reagierte Kohl auch auf die Anfrage Schewardnadses am Vorabend der ersten Zwei-plus-Vier-Runde positiv, der dringlich um Kredithilfe bat. Verhandlungen darüber wurden von Horst Teltschik und Vertretern deutscher Großbanken am 14. Mai in Moskau auch direkt mit Gorbatschow geführt, dem Kohl am 22. Mai ein Kreditangebot über fünf Milliarden DM zukommen ließ. Den wegen Bonität und Zahlungsfähigkeit der Sowjetunion besorgten Bankern erklärte der Kanzler mit Bezug auf die Wiederherstellung der deutschen Einheit, man befinde sich in der Lage des Bauern, der vor dem heraufziehenden Gewitter die Ernte noch rechtzeitig in die Scheune bringen müsse.
Die Getreideernte in der DDR war im Sommer 1990 sehr üppig ausgefallen: zwölf Millionen Tonnen bei nur sieben Millionen DDR-Eigenverbrauch. Im August machten die Bauern Anstalten, die Felder anzuzünden – aus der Sicht de Maizières einer der dramatischsten Momente seiner Regierungszeit: „Ich dachte, das Land würde untergehen, wenn es so weiterging.“ Mit Hilfe der Bundesregierung wurden dann Getreideverkäufe nach Russland organisiert. „Es war eigentlich ein Geschenk an die Russen, die ja nicht zahlungsfähig waren.“
Als wichtige Etappe auf dem Weg, die NATO-Zugehörigkeit des vereinten Deutschlands für die Sowjetunion akzeptabel zu machen, gilt der Londoner NATO-Gipfel der Staats- und Regierungschefs vom 5./6. Juli 1990, der eine neue, defensive Ausrichtung des Bündnisses beschloss und die Mitglieder des Warschauer Paktes einlud, sich gemeinsam über den Verzicht auf die Androhung und Anwendung von Gewalt zu einigen. Diese politische Umorientierung der NATO bedeutete zugleich einen außenpolitischen Erfolg und zusätzlichen Prestigegewinn für Gorbatschow auf dem zeitgleich stattfindenden KPdSU-Parteitag in Moskau, der seine vordem fraglich gewordene Stellung festigte. Von der im Zuge dieser Verhandlungen der Sowjetunion zugesagten Zurückhaltung bei der NATO-Osterweiterung wich der Westen später ab, was in Russland Unmut hervorrief.
Danach war Gorbatschow bereit, in der deutschen Frage, die er in seinem Parteitagsreferat mit keinem Wort erwähnt hatte, reinen Tisch zu machen. Bei Verhandlungen und Gesprächen in Moskau und in Gorbatschows kaukasischer Heimat am 15. und 16. Juli, die in lockerer Atmosphäre und in einem teils privaten Ambiente stattfanden, kam Gorbatschow der bundesdeutschen Verhandlungsdelegation unter Führung des Bundeskanzlers in allen noch ungeklärten Fragen weit entgegen: Der unmittelbare Verbleib des vereinten Deutschlands in der NATO wurde zugestanden, was für die Einwilligung der USA notwendig war, wobei der Geltungsbereich des westlichen Verteidigungsbündnisses für eine Übergangszeit bis zum vollständigen Abzug der sowjetischen Truppen 1994 sich nicht auf DDR-Gebiet erstrecken sollte. Übergangslos und zeitgleich mit der Vereinigung wurde nun auch das Ende der Viermächte-Verantwortung gewährt. Die Obergrenze der gesamtdeutschen Streitkräfte wurde Kohls Vorstellungen entsprechend auf 370.000 fixiert. Als „sensationell“ wertete Horst Teltschik Gorbatschows Zugeständnis, dass Teile der Bundeswehr bereits im Zuge der Vereinigung auf DDR-Gebiet und in Berlin stationiert und mit dem Abzug der sowjetischen Streitkräfte in die NATO integriert werden konnten.
Ob der entscheidende Durchbruch bei den Gesprächen in Moskau und im Kaukasus erfolgt war, wie Kohl in einer Pressekonferenz am 17. Juli erklärte, oder bereits vorher beim Staatsbesuch Gorbatschow, der vom 30. Mai bis zum 3. Juni auf Bushs Landsitz in Camp David weilte, ist in der Fachliteratur umstritten.

### Truppenabzugsregelung und Erlangung der vollen Souveränität
Wie bereits Ende Mai gegenüber Bush traf Gorbatschow auch im Juli 1990 beim Treffen mit der von Kohl geführten westdeutschen Delegation die zentralen deutschlandpolitischen Entscheidungen im Alleingang. Die Auflösungserscheinungen innerhalb des Warschauer Pakts waren unterdessen fortgeschritten. Bis zum Juli 1990 waren wichtige Mitgliedsstaaten zu der Einschätzung gelangt, die NATO-Mitgliedschaft eines vereinten Deutschlands sei gegenüber einer Neutralisierung vorzuziehen. Die Aufrechterhaltung eines militärischen Außenpostens durch fortgesetzte Präsenz sowjetischer Truppen auf DDR-Territorium ergab unter diesen Umständen auch für die im Reformprozess befindliche Sowjetunion immer weniger Sinn.
Das Gesamtpaket des deutsch-sowjetischen Interessenausgleichs nach den Vereinbarungen des Kaukasus-Treffens im Juli bestand aus fünf Verträgen, die im Einzelnen auszuhandeln blieben: ein deutsch-sowjetischer Generalvertrag, der Vertrag über die Stationierung und den Abzug der sowjetischen Truppen, der Überleitungsvertrag über die damit verbundenen Kosten, ein allgemeiner Wirtschaftsvertrag sowie der Zwei-plus-Vier-Vertrag. Die gebotene Eile angesichts des für den 3. Oktober vorgesehenen Termins der Vereinigung stärkte die sowjetische Verhandlungsposition vor allem in der Frage des Truppenabzugs: Je schneller der gewünschte Abzug durchzuführen wäre, desto teurer konnte man sich ihn bezahlen lassen. Bei Ausgangsberechnungen und Angebotsvorstellungen über 4–6 Milliarden DM deutscherseits sah sich Kohl mit sowjetischen Forderungen für ein Wohnungsbauprogramm, für Transportkosten und Umschulungsmaßnahmen für das Sowjetmilitär von zusammen 18,5 Milliarden DM konfrontiert. Gorbatschow ließ keinen Zweifel, dass die deutschen Ziele mit den von Kohl erst angebotenen acht Milliarden und nach Gesprächsvertagung elf Milliarden DM nicht erreichbar waren. Man einigte sich schließlich am 10. September bei zwölf Milliarden DM, auf vier Jahre verteilt, zuzüglich eines zinslosen Kredits über drei Milliarden DM mit fünfjähriger Laufzeit.
Während die höchst problematische Entwicklung der sowjetischen Perestroika und die daraus resultierende prekäre Stellung Gorbatschows im Westen bekannt waren und das Handeln mitbestimmten, kam mit der militärischen Intervention des Iraks in Kuwait am 2. August 1990 ein Vorgang ins Spiel, der das „window of opportunity“, das Zeitfenster zur Herstellung der deutschen Einheit, für Teltschik auch bezüglich der USA begrenzte. Man könne sich angesichts des sofortigen energischen Kuwait-Engagements der USA glücklich schätzen, dass während der ersten Jahreshälfte nichts Wichtiges sonst die Aufmerksamkeit von der deutschen Frage abgezogen habe und dass die außenpolitischen Rahmenbedingungen der Einheit bereits geklärt seien: „Ich frage mich, ob es uns gelungen wäre, die notwendigen Entscheidungen im Rahmen des amerikanisch-sowjetischen Gipfels, des Sondergipfels der NATO und des Weltwirtschaftsgipfels so reibungslos durchzusetzen, wenn etwa der Golf-Konflikt zwei Monate früher begonnen hätte.“
Am Vorabend der Unterzeichnung des Zwei-plus-Vier-Vertrages in Moskau spitzte sich die Verhandlungssituation noch einmal zu, als Großbritannien und die USA verlangten, mit eigenen Truppen NATO-Manöver auf DDR-Gebiet auch vor dem sowjetischen Truppenabzug bestreiten zu können. Erst eine nächtliche Intervention Genschers bei US-Außenminister James Baker brachte auch dafür zuletzt eine diplomatische Lösung. So kam es am 12. September zum einvernehmlichen Verhandlungsabschluss und zur Unterzeichnung des Vertrages über die abschließende Regelung in bezug auf Deutschland, der das vereinte Deutschland innerhalb der Grenzen von DDR und Bundesrepublik endgültig definierte, seine freie Entscheidung über Bündniszugehörigkeit garantierte, ABC-Waffen ausschloss, Truppenstärken für die deutschen Streitkräfte festlegte und den sowjetischen Truppenabzug bis 1994 regelte. Da die vier Mächte ihre Rechte und Verbindlichkeiten mit einer Erklärung vom 1. Oktober 1990 suspendierten, war Deutschland nach Vollzug der Einheit von Anbeginn ein souveräner Staat.

## Der Weg zum Einigungsvertrag
Unmittelbar nach dem Inkrafttreten der Währungsunion wurden am 6. Juli 1990 innerdeutsche Verhandlungen über einen zweiten Staatsvertrag aufgenommen, der auf Wunsch der DDR-Vertreter aber so nicht heißen sollte. Dem Eindruck der Zweitrangigkeit sollte entgegengetreten werden und in dem Begriff Einigungsvertrag zum Ausdruck kommen, dass die DDR anders als bei der Währungsunion wesentlich Eigenes einzubringen hatte. Die Hauptverantwortlichen für die Vertragsverhandlungen waren auf westlicher Seite Bundesinnenminister Wolfgang Schäuble und für die DDR der Parlamentarische Staatssekretär beim Ministerpräsidenten Günther Krause, der die DDR-Seite bereits bei den Verhandlungen zum Ersten Staatsvertrag vertreten hatte und gleichzeitig CDU-Fraktionsvorsitzender in der Volkskammer war.
Das Verhandlungsergebnis musste aber nicht nur mit Krause und de Maizière abgestimmt werden, sondern es brauchte auch jeweils Zweidrittel-Mehrheiten in der Volkskammer, im Bundestag und im Bundesrat. Daher kam es für Schäuble auch darauf an, die Vertreter der westlichen Bundesländer erfolgreich in die Verhandlungen einzubinden, zumal im Bundesrat die SPD-geführten Länder unterdessen eine Mehrheit besaßen. Länderinteressen waren u. a. bei finanziellen Regelungen und bei der künftigen Stimmenverteilung im gesamtdeutschen Bundesrat, bei der Aushandlung eines Wahlgesetzes für die ersten Bundestagswahlen nach der Vereinigung und in der Hauptstadtfrage zu berücksichtigen. Weitere wichtige Verhandlungsgegenstände betrafen die verfassungsrechtliche Form der Vereinigung, die partielle Fortgeltung von DDR-Recht, die Klärung von Eigentumsfragen bzw. Rückerstattungsansprüchen, die Reorganisation von Verwaltung und Bildungseinrichtungen auf DDR-Gebiet sowie den Umgang mit der Stasi-Erblast.

### Verfassungsrechtliche Optionen im politischen Kräftefeld
Verfassungsrechtlich konnten nach dem Grundgesetz zwei Wege zur deutschen Einheit beschritten werden, nämlich der Beitritt der DDR zur Bundesrepublik Deutschland gemäß Artikel 23 oder die Ablösung des ursprünglichen Provisoriums Grundgesetz durch eine neue gemeinsame Verfassung gemäß Art. 146 GG a.F. und eine Fusion von DDR und Bundesrepublik. Für die zweite Alternative und eine Volksabstimmung über die neue Verfassung setzten sich weite Teile der DDR-Bürgerrechts- und Oppositionsbewegung ein, dazu die westdeutsche Linke, die Grünen und viele Sozialdemokraten. Dieser weit aufwendigere und kompliziertere Weg hatte aber von Anbeginn nur geringe Verwirklichungschancen. Die Volkskammerwahl im März, das Bekenntnis der Regierung de Maizière zu zügiger und verantwortungsvoller Realisierung der deutschen Einheit auf der Grundlage von Art. 23 GG a. F. und die unverzüglich umgesetzte Währungs-, Wirtschafts- und Sozialunion ließen für Aushandlung, öffentliche Debatte und Abstimmung einer neuen gesamtdeutschen Verfassung keinen Raum.
So lief alles auf den Einigungsplan zu, den Bundesinnenminister Schäuble mit Kohls Unterstützung von Anbeginn verfolgte. Im Rahmen des am 7. Februar 1990 konstituierten Kabinettsausschusses „Deutsche Einheit“ leitete Schäuble die Arbeitsgruppe „Staatsstrukturen und öffentliche Ordnung“ und bildete im Innenministerium einen eigenen Arbeitsstab „Deutsche Einheit“.

„Meine Vorgabe für den Arbeitsstab lautete, daß wir – ohne den Weg zur oder den Zeitpunkt der deutschen Einheit schon zu kennen – dafür arbeiten mußten, im Falle des Falles nicht unvorbereitet zu sein. Dabei habe ich es für unerheblich gehalten, ob die Einheit durch einen Einigungsvertrag vorbereitet werden würde oder ob sie unmittelbar nach der Volkskammerwahl, etwa bei einer wie immer begründeten krisenhaften Zuspitzung plötzlich und rechtlich unvorbereitet zustande kommen würde. In jedem Fall war eine Überleitung des Rechts der Bundesrepublik Deutschland auf die DDR, gegebenenfalls in Stufen mit Einschränkungen und Vorbehalten, zu leisten, unabhängig davon, ob diese Überleitung im Voraus per Vertrag vereinbart oder danach als Überleitungsgesetzgebung vom Gesetzgeber zu beschließen war. Für diese Überleitung war das Innenministerium federführend zuständig, und deswegen mussten wir uns darauf vorbereiten. Schließlich habe ich meinen Mitarbeitern auch gesagt, daß man gedanklich immer die schnellere Entwicklung zugrunde legen sollte. Hätte man sich auf die schnellere Entwicklung vorbereitet, war man es zugleich auch für die langsamere Variante.“

Tatsächlich bestand jederzeit die Möglichkeit, dass die DDR per Volkskammerbeschluss auch ohne Einigungsvertrag einseitig ihren Beitritt gemäß Art. 23 GG a. F. erklärte. Einen solchen Vorstoß seitens der DSU gab es dann auch am 17. Juni 1990. Nach einer Gedenkveranstaltung im Konzerthaus am Berliner Gendarmenmarkt, bei der Hauptredner Manfred Stolpe als Ergebnis des zügig umzusetzenden Einigungsprozesses etwas Neues anmahnte: „Der Westen kommt in die DDR, aber die DDR kommt auch in den Westen“, beantragte die DSU noch am selben Tag in der Volkskammer, den sofortigen Beitritt der DDR zur Bundesrepublik Deutschland zu beschließen. Der Antrag gelangte gegen die Mehrheit des Hauses allerdings nicht auf die Tagesordnung, wurde in den zuständigen Ausschuss verwiesen und dort auf die lange Bank geschoben.
Zu den von Schäuble vertretenen verhandlungsstrategischen Grundpositionen gehörte die Beschränkung der Regelungsmaterie auf das unmittelbar Nötige, damit sowohl rechtzeitig als auch mit den nötigen Zweidrittelmehrheiten in den drei Gesetzgebungskammern der Einigungsvertrag unter Dach und Fach kommen könnte. Diese Linie vertrat er sowohl in der ersten Verhandlungsrunde am 6. Juli gegenüber de Maizière, der u. a. Vorschläge zur Erweiterung des Grundgesetzes um die Staatsziele Recht auf Arbeit und Umweltschutz einbrachte, als auch weiterhin gegenüber westlichen sozialdemokratischen Ländervertretern und den mit Überleitungsregelungen befassten Ressortmitarbeitern der diversen beteiligten Ministerien, die im Wege der Einigung womöglich Wunschregelungen durchzubringen versuchten, die bis dahin gescheitert waren.

### Wiedereinrichtung der Länder auf dem Gebiet der DDR

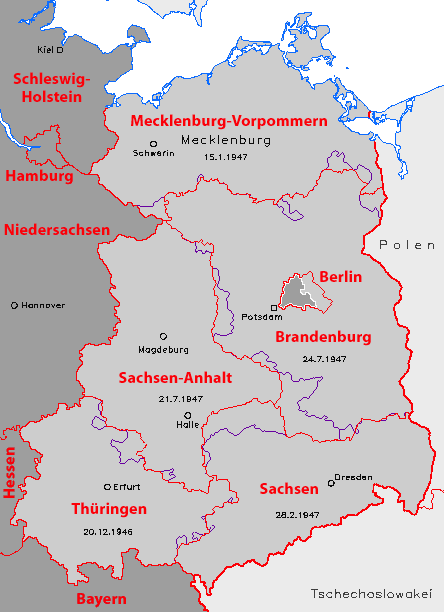
Vergleich der Ländergrenzen in der SBZ 1947 (violett) und der DDR 1990 (rot).
• Dunkelgrau: Westliche Besatzungszonen in der Bundesrepublik Deutschland und Sektoren in West-Berlin.
• Grau: Sowjetische Zone und Sowjetischer Sektor in Berlin bzw. DDR und Ost-Berlin.
• Hellgrau: Ausland.
Das Land Berlin auf dem Gebiet Groß-Berlins wurde erst 1990 gebildet.

Durch ein Verwaltungsgesetz vom 23. Juli 1952 wurde die DDR neu gegliedert, indem die Länder der DDR auf Basis von Kreisgrenzen in zu schaffende Bezirke aufgeteilt wurden sowie die Aufgaben der bisherigen Landesregierungen auf die Verwaltungen der neuen Gebietsadministrationen übertragen. Mit dem daraus resultierenden Ende des Föderalismus in der DDR unterschieden sich ab diesem Zeitpunkt die politischen Strukturen in beiden Teilen Deutschlands erheblich.
Mit dem Ziel, die kommunale Selbstverwaltung zu fördern, war schon in der Umbruchphase nach der Grenzöffnung im November 1989 von der neuen Regierung Modrow der politische Zentralismus des SED-Regimes abgelöst worden. Zwar blieben unter Einbindung lokaler Bürgerkomitees vorläufig etwa drei Viertel der bisherigen kommunalen Mandatsträger im Amt, doch kam es bereits am 17. Mai 1990 zur Verabschiedung einer neuen Kommunalverfassung mit einer Mischung aus diversen westdeutschen Regelungen und betont plebiszitären Elementen in Form der Bürgerbeteiligung und der Bürgerentscheide. Mit der Gründung von Partei- und Landesverbänden und bei Demonstrationen wurden die bis 1952 bestehenden amtlichen Landesfarben bereits reaktiviert, bevor am 22. Juli 1990 in der Volkskammer das Ländereinführungsgesetz (LEG) verabschiedet wurde. Das Gesetz enthielt Beschlüsse zur:
- Außerkraftsetzung des erwähnten Gesetzes zur Schaffung von Bezirken vom 23. Juli 1952,
- Gründung der Länder Brandenburg, Mecklenburg-Vorpommern, Sachsen, Sachsen-Anhalt und Thüringen.
- Es verlieh im Absatz 2 „Berlin, Hauptstadt der DDR“, Landesbefugnisse. Der Absatz 2 wurde am 31. August 1990 durch den Einigungsvertrag faktisch aufgehoben, weil nun die 23 Bezirke von Berlin das Land Berlin bildeten,[110] wobei Ost-Berlin als „Teil des Landes Berlin, in dem [das Grundgesetz] bisher nicht galt“ bezeichnet wurde.[111]

Mit dem 3. Oktober 1990 entstanden gemäß Art. 1 Einigungsvertrag die in dem fortgeltenden Ländereinführungsgesetz der DDR vorgesehenen neuen Länder. Die neuen Länder waren zunächst noch nicht handlungsfähig. Erst mit den Landtagswahlen vom 14. Oktober 1990 bekamen sie Parlamente, die zugleich als verfassunggebende Landesversammlungen fungierten.

### Gesamtdeutscher Föderalismus und Finanzausgleich
Als Starthilfe für die wiedererrichteten fünf östlichen Länder wurden Partnerschaften mit westlichen Bundesländern eingerichtet. Die Kooperationen bestanden mit Nordrhein-Westfalen für Brandenburg, Schleswig-Holstein, Hamburg und Bremen für Mecklenburg-Vorpommern, Bayern und Baden-Württemberg für Sachsen, Niedersachsen für Sachsen-Anhalt sowie Hessen und Rheinland-Pfalz für Thüringen. Die westlichen Hilfspartner vertraten im Einigungsprozess aber auch eigene politische Interessen, indem sie die Eigenbeteiligung an der Finanzierung der Einheit möglichst gering zu halten und einen Zentralisierungsschub von Bundesseite zu vermeiden trachteten.
Dies betraf auch die Einbeziehung der neuen Bundesländer in das System des Länderfinanzausgleichs, das den wirtschaftlich starken Ländern Beihilfen für die schwächeren abverlangt. Damit nicht die relativ schwachen westlichen Bundesländer angesichts der noch weit schlechteren Ausgangsposition der neuen Länder ebenfalls von Empfängern zu Gebern im Länderfinanzausgleich würden, schloss man die fünf neuen zunächst bis 1994/1995 von diesem Umverteilungssystem aus. Dafür beteiligten sich die alten Länder zur Hälfte an der Schuldenaufnahme für den Fonds Deutsche Einheit, aus dem der Finanzierungsbedarf der neuen Länder gedeckt werden sollte. Eine darüber hinausgehende Kostenbeteiligung lehnten sie bereits im Mai 1990 ab.
Ähnlich problematisch gestaltete sich die Einigung über die Stimmenverteilung im künftigen gesamtdeutschen Bundesrat. Nach bis dahin gültigem Schlüssel würden sich die Gewichte im Bundesrat zugunsten der bevölkerungsärmeren kleinen Bundesländer verschoben haben. Die vier großen westdeutschen Länder hätten mit 20 von insgesamt 65 Stimmen keine Sperrminorität bei Entscheidungen mit Zweidrittelmehrheit mehr bilden können. Nach einigem Hin und Her bestand die Lösung schließlich darin, den großen Bundesländern statt bisher fünf künftig sechs Stimmen zuzugestehen: mit 24 von 68 Stimmen hatten sie die Sperrminorität wieder.

### Wiedervereinigte Stadt Berlin
Nachdem bereits der Zwei-plus-Vier-Vertrag bestimmt hatte, dass das vereinte Deutschland auch das Gebiet „ganz Berlins“ umfassen soll, bestimmte der Einigungsvertrag Berlin zur „Hauptstadt Deutschlands“.
Das wiedervereinigte Berlin gehört zu den in der Präambel des Grundgesetzes von 1990 aufgezählten 16 Bundesländern und wurde mit Wirkung vom 3. Oktober 1990 Bundeshauptstadt, zumal Bonn im Jahr 1949 nur als provisorische Hauptstadt der Bundesrepublik bestimmt worden war. Im Einigungsvertrag erfolgte zwar die Anerkennung Berlins als neue Hauptstadt, aber noch keine Entschließung über den künftigen Sitz von Bundestag und gesamtdeutscher Regierung. In der ersten Verhandlungsrunde zum Einigungsvertrag erklärte de Maizière die Hauptstadtfunktion Berlins zur Grundbedingung einer Annahme des Einigungsvertrags. Dagegen stand aber eine weitgehende Ablehnung der westlichen Länderregierungen, die, vom Berliner Senat abgesehen, nahezu einhellig Parlament und Regierung in Bonn halten wollten. In der Kompromissformel hieß es, dass die Entscheidungen der gesetzgebenden Körperschaften in dieser Frage erst nach der Wahl des ersten gesamtdeutschen Bundestags und nach der Herstellung der vollen Mitwirkungsrechte der neuen Länder zu treffen seien. Im Hauptstadtbeschluss 1991 entschied der Bundestag nach kontroverser Diskussion, Berlin auch zum Sitz von Parlament und Regierung zu machen und deren Umzug bis 1999 abzuschließen, wobei alle Ministerien auch einen Dienstsitz in Bonn behalten sollten.
Berlin war die einzige Stadt in Deutschland, die durch die Mauer geteilt war und unmittelbar ‚zusammenwachsen‘ musste. Hier trafen nicht nur die Menschen aus West-Berlin und Ost-Berlin sofort nach dem Mauerfall aufeinander, hier traten auch die Probleme schnell zutage:
„Die ökonomischen Konsequenzen des Veränderungsprozesses blieben angesichts der politischen Dimensionen zu Anfang nahezu unbeachtet. Das änderte sich schnell, […] als das wirtschaftliche Desaster der DDR deutlich wurde. Die erschreckende Bilanz beschränkte sich nicht nur auf den Produktionssektor, sondern gleichermaßen auf die gesamte Wohnungswirtschaft. Insbesondere die Situation der innerstädtischen Altbauquartiere in Ost-Berlin war alarmierend.“
Bilanziert wurde für Berlin und die Region von der „Expertengruppe ‚Stadterneuerung‘ des Provisorischen Regionalausschusses“ im Überblick für das Gebiet mit 1,57 Millionen Wohnungen einen „Erneuerungsbedarf allein für ca. 178.000 Wohnungen in dem bis 1918 errichteten Wohnungsbestand“.

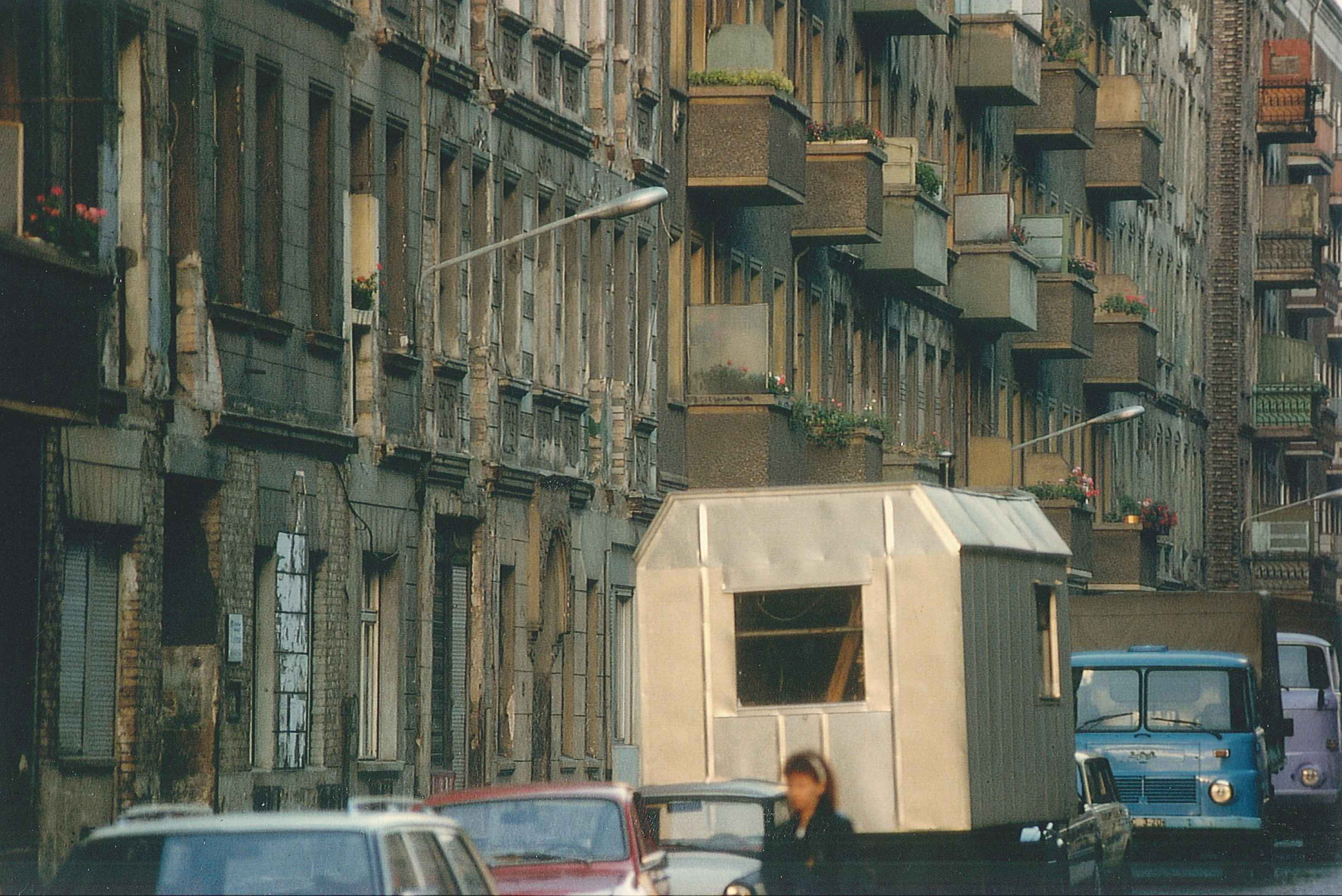
Schreinerstraße im Ost-Berliner Samariterviertel, 1991

Für die Stadt wurde festgestellt: „Hoher Leerstand, in Ost-Berlin ca. 25.000 Wohnungen, allein im Bezirk Prenzlauer Berg ca. 8.000, d. h. fast doppelt soviel wie in West-Berlin insgesamt zu Beginn der achtziger Jahre, als die Hausbesetzungen und die Auseinandersetzungen über die Wohnungspolitik ihren Höhepunkt erreichten; jahrzehntelang unterlassene Instandhaltung und fortgeschrittener Verfall eines großen Teils der Altbausubstanz, Mangel an dringend benötigten Baumaterialien; keine kostendeckende Bewirtschaftung der Häuser aus den laufenden Mieteinnahmen; Stadterneuerung ohne Bürgerbeteiligung, Abriß historisch wertvoller Gebäude, ‚Diktat des Plans‘ ohne Rücksicht auf soziale Strukturen und individuelle Bedürfnisse.“
Vor diesem Hintergrund und in Anbetracht der gebotenen Eile beschloss am 6. Februar 1990 „der Senat die ‚außerplanmäßige Mittelbereitstellung zur Förderung dringender Stadterneuerungsmaßnahmen im Großraum Berlin‘ in Höhe von 25 Millionen DM für in den Jahren 1990 und 1991 zu realisierende Maßnahmen“. Die Vergabe war „an die Bedingung geknüpft, daß aus Ost-Berlin Komplementärmittel für die Erneuerungsmaßnahmen bereitgestellt werden.“ Damit wurde insgesamt „ein Bauvolumen von ca. 60 Millionen DM aktiviert“.

### Reorganisation von Recht und Verwaltung im Beitrittsgebiet
Die Beitrittsperspektive nach Art. 23 GG a. F. bedeutete nicht, dass auch das gesamte in der DDR geltende Recht unmittelbar mit Vollzug der Einheit hinfällig war. Vielmehr gehörte es zu den besonders aufwendigen Begleitaktivitäten bei der Aushandlung des Einigungsvertrages zu prüfen, welche der vielen bestehenden bundesdeutschen Gesetze und Verordnungen mit Vollzug der Einheit zwingend gesamtdeutsch zur Anwendung gelangen mussten. Diese Aufgabe war nur ressortübergreifend von den jeweiligen Ministerialverwaltungen zu leisten. Da für das DDR-Recht keine kodifizierte Sammlung existierte, stellte sich der Abgleich der jeweiligen Materie umso schwieriger dar; er geschah in Abstimmung mit den jeweiligen Ressorts seitens der DDR.
Zunehmend dringlich nach Aufnahme der Verhandlungen bedurfte es einer Grundsatzentscheidung darüber, ob im Regelfall zunächst DDR-Recht weitergelten und bundesdeutsches Recht bis auf weiteres nur nötigenfalls zur Anwendung kommen sollte oder ob umgekehrt Bundesrecht die Norm und DDR-Recht die Ausnahme bilden sollte. Während Schäuble die dem Saarbeitritt 1957 entsprechende erstere Variante bevorzugte, weil er sich von einer vergleichsweise geringen Regelungsdichte eine schnellere Angleichung der Lebensverhältnisse versprach, gab es andererseits u. a. die Sorge, im Beitrittsgebiet hätte dann etwa der Umweltschutz das Nachsehen. Die entgegengesetzte Position vertraten das Bundesjustizministerium, die Arbeitgeber und Bundesarbeitsminister Blüm. Letzterer favorisierte die zweite Alternative als Signal für den mit der Sozialunion begonnenen Aufbau eines leistungsfähigen Sozialversicherungssystems nach bundesdeutschem Muster und erwartete dadurch eine erleichterte Anpassung der DDR an EG-Recht. Den damit bereits kurzfristig verbundenen Kosten stellte sich auch Bundesfinanzminister Waigel nicht in den Weg. Zu einer Änderung der Haltung von DDR-Verhandlungsführer Günther Krause, der bis dahin mit Schäuble übereingestimmt hatte, kam es in der zweiten Verhandlungsrunde zum Einigungsvertrag Ende Juli 1990. Dazu heißt es bei Schröder:

„Die Übernahme der westlichen Ordnung ist von der letzten Volkskammer beschlossen worden, die aus freien Wahlen hervorgegangen ist. Es ist deshalb eine eklatante Missachtung des Volkswillens der Ostdeutschen, wenn behauptet wird, der Westen habe dem Osten seine Ordnung übergestülpt, wie ich oft von Westdeutschen gehört habe.“

Man habe Schäuble östlicherseits erklärt, dass ein Zivilgesetzbuch für eine zentralistische Planwirtschaft und eine Diktatur untauglich sei für eine Marktwirtschaft mit eigenverantwortlichem wirtschaftlichen Handeln der Bürger. Damit war die Sache entschieden.
Ähnlich wie bei Wirtschafts- und Rechtssystem standen auch Verwaltungs- und Bildungseinrichtungen der DDR im Zuge der innerdeutschen Vertragsverhandlungen auf dem Prüfstand. Die von der DDR-Delegation dazu vorgelegten Zahlen riefen, so Duisberg, auf westdeutscher Seite Betroffenheit hervor: Insgesamt 1,74 Millionen Beschäftigte in der öffentlichen Verwaltung, dazu die Bahnbeschäftigten (252.000), die Post (229.000) und die NVA (183.000). Die 1,74 Millionen Staatsdiener der DDR entsprachen laut Schäuble mehr als dem Dreifachen der zur nämlichen Zeit im öffentlichen Dienst des vergleichbar großen Bundeslandes Nordrhein-Westfalen beschäftigten Beamten und Angestellten. Erheblicher Personalabbau schien ihm unvermeidlich geboten, damit die finanzielle Leistungsfähigkeit von Bund und Ländern nicht erdrosselt würde. Den von Krause auf Art. 36 GG bezogenen Ableitungen einer weitreichenden Übernahmepflicht der DDR-Bediensteten unter Berücksichtigung von Quoten hielt Schäuble Art. 33 GG entgegen, der den Zugang zu öffentlichen Ämtern an Eignung, Befähigung und fachliche Leistung binde.
Als Instrument zur Durchführung des Verwaltungsstellenabbaus wurde zunächst von Seiten des Bundesaußenministeriums, das gar keine Möglichkeiten zur Übernahme von DDR-Diplomaten sah, wie auch von anderen Ministerien eine zentrale Personal-Treuhandstelle vorgeschlagen. Eine solche Einrichtung wäre nach Schäubles Auffassung auf die Zuständigkeit des Innenministeriums für das gesamte Personal öffentlicher Verwaltung auf DDR-Gebiet hinausgelaufen. „Ein einzelnes Ressort aber konnte die Aufgabe, über zwei Millionen Menschen künftig in den Verwaltungen von Bund, neu zu schaffenden Ländern und Kommunen unterzubringen oder – zu einem erheblichen Teil – aus dem öffentlichen Dienst zu entlassen, niemals bewältigen.“ Schäuble setzte sich damit durch, dass jedes Ressort „die Verantwortung für das seiner Zuständigkeit obliegende Personal zu übernehmen und Überleitungsregeln zu schaffen habe.“ Für Bedienstete in künftiger Länderzuständigkeit waren die Länder zuständig, in der Übergangszeit die sogenannten Landessprecher unter der Aufsicht des Bundesinnenministers.
Für die individuell von Entlassungen Betroffenen war dies allerdings kein tröstlicher Umstand. Sie kostete das geeinte Deutschland den bisherigen gesicherten Arbeitsplatz, auf den in höheren Stellen nicht selten Westdeutsche nachrückten. Richard Schröder meinte dazu:

„In Wahrheit waren es die Betriebsbelegschaften und Lehrerkollegien, Gemeindevertretungen und Bürgerversammlungen, die im Herbst 1989 die Ablösung der bisherigen Direktoren und Bürgermeister erfolgreich ins Werk gesetzt und einen ersten Elitenwechsel herbeigeführt haben. Das war ein Ost-Ost-Elitenwechsel. Westdeutsche waren da noch gar nicht in Sicht.“

Es sei dann mit der Übernahme der westlichen Ordnung ganz selbstverständlich ein westlicher Fachleute-Bedarf entstanden. „Das kann man wieder als Entmündigung der Ostdeutschen beklagen. Es setzt sich aber niemand gern in ein Flugzeug, wenn ihm erklärt wird: Der Pilot lernt grad noch.“

### Neuordnung der Eigentumsverhältnisse
Da im Staatssozialismus der DDR Kollektiveigentum eine klare Vorrangstellung vor dem Privateigentum der Individuen hatte, insbesondere im Bereich der Wirtschaft, aber je nach Bedarf auch bei den Immobilien, bedurften im Zuge des Einigungsprozesses auch die Eigentumsverhältnisse in der DDR einer Neuregelung.

„Infolge der kollektiven und individuellen Enteignungen sowie von sonstigen staatlichen Eingriffen jeglicher Art war in der DDR eine Lage entstanden, in der nicht nur die Eigentumsverhältnisse schwer durchschaubar waren, sondern auch die Eigentumsrechte selbst weitgehend ihre alte Bedeutung verloren hatten. Rechte am Grundstück und an dem darauf stehenden Gebäude fielen oft auseinander, ohne daß dies klar erkennbar war. Auch die Grundbücher wurden meistens nur noch unzulänglich geführt. Soweit es noch privaten Haus- und Grundbesitz gab, war er überdies in vielen Fällen durch Zwangsmiete und extensiven Kündigungsschutz mehr Last als Vermögen. Insofern zählte weniger das Eigentum als das Nutzungsrecht; dieses allein war von wirklichem Wert.“

Da es bei diesen Verhältnissen im vereinten Deutschland nicht bleiben konnte, stellte sich bei der Herstellung einer den bundesdeutschen Verhältnissen entsprechenden Eigentumsordnung das Problem, wie mit den in der ostdeutschen Vergangenheit erfolgten entschädigungslosen Enteignungen umzugehen sei. In dieser Frage gab es politischen Entscheidungsspielraum, da die Eigentumsgarantie gemäß Art. 14 GG sich nicht ohne weiteres rückwirkend auf die DDR vor ihrem Beitritt erstreckte. Auf bundesdeutscher Seite entwickelte man die Maßgabe, dass in 40 Jahren DDR neue wirtschaftliche und soziale Umstände entstanden seien, die nicht ohne Weiteres rückgängig gemacht werden könnten, wollte man nicht teils altes Unrecht durch neues ersetzen. Es komme auf sozialverträgliche Kompromisse unter Berücksichtigung der Interessen aller Beteiligten an. Weder die Festschreibung der DDR-Zwangsmaßnahmen bis 1989 noch deren komplette Rückgängigmachung bis zum Mai 1945 seien in diesem Sinne als realisierbar anzusehen.
Zwei gesondert zu betrachtende Phasen gab es bezüglich der durchgeführten Enteignungsmaßnahmen: die Phase der sowjetischen Besatzungshoheit 1945–1949 und die Zeit der sowjetisch gestützten SED-Herrschaft in der DDR 1949–1989. Bereits im Dezember 1989 war anlässlich des Besuchs von Bundeskanzler Kohl in Dresden beim Treffen mit Modrow eine gemeinsame Kommission zu Eigentumsfragen vereinbart worden, in deren Verhandlungen die Sowjetunion mit einbezogen wurde. Dort wie auch in den Zwei-plus-Vier-Verhandlungen forderte die Sowjetunion, dass die Unantastbarkeit ihrer Maßnahmen als Besatzungsmacht verbürgt würde, speziell in Boden- und Eigentumsfragen. „Im Sommer 1990 wollte die Volkskammer ein Häftlingsentschädigungsgesetz beschließen, das auch politische Häftlinge zwischen 1945 und 1949 entschädigen sollte. Die Legitimität der Urteile wollten wir nicht thematisieren. Trotzdem protestierte die sowjetische Seite umgehend und drohte, den Zwei-plus-Vier-Prozess anzuhalten, wenn wir dieses Gesetz beschließen.“ Schäuble sah die größte Entschiedenheit in dieser Frage auf Seiten der DDR und insbesondere bei de Maizière, der erklärte, die DDR werde keinen Vertrag unterschreiben, der vor die Bodenreform zurückwolle, und hinzufügte: „das wird keine politische Gruppierung in der DDR jemals unterschreiben. Dafür gibt es keine Mehrheiten.“
Mit der Suche nach einer Konsensformel beauftragt wurden die Staatssekretäre Günther Krause für die DDR-Seite und Klaus Kinkel auf Seiten der Bundesregierung. In der Gemeinsamen Erklärung vom 15. Juni 1990 hieß es schließlich: „Die Regierungen der Sowjetunion und der Deutschen Demokratischen Republik sehen keine Möglichkeit, die damals getroffenen Maßnahmen zu revidieren. Die Regierung der Bundesrepublik Deutschland nimmt dies im Hinblick auf die historische Entwicklung zur Kenntnis. Sie ist der Auffassung, dass einem künftigen gesamtdeutschen Parlament eine abschließende Entscheidung über etwaige staatliche Ausgleichsleistungen vorbehalten bleiben muß.“
Eine differenziertere Lösung angestrebt wurde für die 40 Jahre DDR-Geschichte zwischen 1949 und 1989. Dabei ging es um Enteignungen im staatlichen Interesse mit nur minimaler Entschädigung, um beschlagnahmte Immobilien und Vermögen von DDR-Flüchtlingen sowie um in Westdeutschland lebende Grundeigentümer, die ihre Liegenschaften durch Zwangsverwaltung und Zwangsversteigerung vielfach ebenfalls an den Staat verloren hatten. Den vormaligen Eigentümern gegenüber standen in großer Zahl gutgläubige Besitzer von enteigneten oder unter Zwangsverwaltung stehenden Grundstücken, die darauf mit behördlicher Duldung ein Gebäude errichtet hatten, oft in Form der gartenhausähnlichen Datsche, die aber ausgebaut oft auch als ständige Wohnung diente.

„Ein solches privates Refugium war der Traum vieler; und wer das Glück hatte, sich ihn zu erfüllen, scheute keine Mühe, seinen Besitz so schön und bequem wie möglich auszugestalten. Nur wer wusste, wie schwer in der DDR Baumaterial zu bekommen war – oft nur mit Beziehungen oder gegen Westgeld –, der konnte ermessen, welche Energie, Zeit und Arbeitskraft darauf gewendet worden war. Diese Welt aber, an der das Herz – und ein Stück Lebensarbeit – vieler kleiner Leute hing, war nun an nicht wenigen Stellen durch Rückgabeansprüche von Alteigentümern ernsthaft bedroht.“

In der genannten Gemeinsamen Erklärung vom 15. Juni 1990 hieß es dazu entgegen mehrheitlichen Interessen auf DDR-Seite wie auch seitens der westlichen Sozialdemokratie, dass grundsätzlich die Rückgabe des Grundvermögens an den ehemaligen Eigentümer oder seine Erben erfolgen sollte. Nicht zum Tragen kommen sollte diese Regelung, wo Grundstücke oder Gebäude gewerblicher oder öffentlicher Nutzung unterlagen, im Wohnungs- oder Siedlungsbau verwendet oder von Dritten in „redlicher“ Weise erworben worden waren. Richard Schröder schreibt im Rückblick:

„Zunächst war die Aufregung über den Grundsatz Rückgabe vor Entschädigung im Osten riesengroß. Skandalöse Einzelfälle von Westdeutschen, die vor der Haustür standen und den Bewohnern ohne Rechtsgrundlage erklärten, das Haus gehöre ihnen und sie müssten schnellstens ausziehen – andere platzierten gleich auf ‚ihrem‘ Grundstück ihren Wohnwagen –, gingen wie ein Lauffeuer durch die Presse und mobilisierten Vertreibungsängste. Dadurch wurde der Grundsatz ‚Rückgabe vor Entschädigung‘ als Bevorzugung Westdeutscher wahrgenommen, von denen manche Omas Häuschen längst vergessen hatten. Anderen war ununterbrochen der Verlust des Elternhauses bewusst geblieben. Es haben aber auch sehr viele Ostdeutsche von ihm profitiert. Auch ich habe mit meinen Geschwistern unser Elternhaus zurückbekommen.“

In der Praxis sei die Regelung der Eigentumsfrage sehr kompliziert geraten, so Richard Schröder, „weil immer wieder neue Fallgruppen auftauchten und dem Mieter- und Naturschutz Rechnung getragen werden sollte.“ Mehr Alt- als Neueigentümer dürften demnach von der Rechtsprechung enttäuscht worden sein. „Ob man diese Regelung ‚Rückgabe vor Entschädigung mit vielen Ausnahmen‘ oder ‚Entschädigung vor Rückgabe mit vielen Ausnahmen‘ nennt, macht keinen großen Unterschied.“
Vorkehrungen gegen die in der DDR sich ausbreitende „Angst vor dem Ausverkauf“ hatte noch die Regierung Modrow getroffen, indem sie mit Gesetz vom 7. März den Verkauf enteigneter Immobilien zu günstigen Bedingungen in die Wege leitete, wovon vor allem Privilegierte des alten SED-Regimes bevorzugt profitierten. In den Verhandlungen zum Einigungsvertrag verpflichtete sich die DDR bis auf Weiteres zur Nichtveräußerung von Grundstücken mit ungeklärten Eigentumsansprüchen. Veräußerungen aus der Zeit nach Honeckers Sturz am 18. Oktober 1989 sollten überprüft werden, was auch gegen das Gesetz der Modrow-Regierung vom 7. März gerichtet war. Klaus Schroeder zufolge war die angesetzte Überprüfung aber nur von geringer Wirkung:

„So wurden z. B. die Häuser der Versorgungseinrichtungen des Ministerrates (VEM) an Nomenklaturkader verkauft, die konspirativ genutzten Gebäude des MfS an Angehörige des Repressionsapparates. Wie viele Grundstücke und Immobilien hierdurch kostengünstig in die Hand verdienter Genossen gelangten und sich dort noch befinden, lässt sich nicht beziffern. Das jüngste Urteil des Bundesverfassungsgerichts, das den Modrow-Erlass für nicht rechtens erklärt hat, scheint hieran wenig geändert zu haben.“

Das Berliner Abgeordnetenhaus hat laut Schroeder die damaligen Käufe quasi legalisiert; Kommunen hätten durch Nachbeurkundungen und den Verzicht auf die Ausübung ihres Vorkaufsrechts den besagten Transaktionen ihrerseits dauerhaft Fortgeltung verschafft. „Unter dem Strich bleibt wohl nur die Erkenntnis, dass auch auf diesem Feld die ehedem Privilegierten nach einem Systemwechsel ihre alten Vorteile in erheblichem Umfang sichern konnten.“

### Umgang mit der Stasi-Erblast
Zu den besonders umstrittenen Feldern im deutsch-deutschen Einigungsprozess gehörte die Hinterlassenschaft des Stasi-Apparates (MfS), dessen offizielle Auflösung bereits in der Wendezeit längst vor der Volkskammerwahl 1990 am Zentralen Runden Tisch im Zusammenwirken mit oppositionellen Kräften überall in der DDR beschlossen worden war.
Noch in Auflösung und Zerfall schafften es nicht wenige MfS-Mitarbeiter, sich seit Ende 1989 aus verdeckten Ressourcen Geld, Grundstücke, Immobilien, technisches Gerät u. a. m. zur eigenen weiteren Verwendung abzuzweigen bzw. zuschanzen zu lassen. Ein Vermerk der zentralen Abteilung Finanzen des MfS vom 13. Dezember 1989 empfahl den Mitarbeitern, sich Geldbeträge besser von der Sparkasse der Dienststelle überweisen zu lassen, weil hohe Bareinzahlungen von Angehörigen des Amtes für Nationale Sicherheit (AfNS, zeitweilige MfS-Nachfolgeorganisation unter der Regierung Modrow) bei zivilen Sparkassen bereits aufgefallen waren.
So konnten während des Einigungsprozesses gleichzeitig die alten „Seilschaften“ der Funktionärseliten des sich auflösenden Staatsapparats beiseite schaffen oder umwidmen, was noch übrig geblieben war:

„Dabei geht es um die Aneignung von Grundstücken, dubiose Umgründungen von genossenschaftlichen und kooperativen Wirtschaftseinheiten in privater Hand, unkontrollierte Ausgründungen aus Großbetrieben sowie Vermögensverschiebungen aller Art. Solche Seilschaften nutzen die Beziehungen in die noch nicht erneuerten Verwaltungen, zu dem nicht ausgetauschten Justizpersonal, sie üben Druck auf Mitwisser und Alteigentümer aus oder zahlen mit Beteiligungen und Schweigegeldern.“

Problematischer für die MfS-Hauptamtlichen und -Unterstützer erwies sich allerdings der Umgang mit der umfänglichen schriftlichen Stasi-Hinterlassenschaft. Das teils stürmische Vorgehen der Oppositionskräfte gegen die Stasi-Objekte hatte entscheidend dazu beigetragen, dass ein Großteil des Aktenmaterials zu den DDR-weiten Bespitzelungsvorgängen erhalten geblieben war. Was damit im vereinten Deutschland weiter geschehen sollte, wurde in Ost und West kontrovers eingeschätzt. Da das MfS nicht nur in der DDR, sondern auch in Westdeutschland Mitarbeiter angeworben hatte, waren auf beiden Seiten viele Personen an der Unzugänglichkeit, wenn nicht Vernichtung des Stasi-Aktenmaterials interessiert.
In den Absprachen zum Einigungsvertrag zeichnete sich zunächst ein restriktiver Umgang mit diesem Stasi-Erbe ab. Bundesinnenminister Schäuble als westlicher Verhandlungsführer vertrat den Standpunkt, man solle gerade als Außenstehender zurückhaltend urteilen, wo „ein Großteil der Menschen versuchte, aus seinem Leben für sich das Beste zu machen, ohne sich allzu sehr in persönliche Schuld zu verstricken. Jeder von uns im Westen hätte sich wohl im Zweifel nicht anders verhalten, wenn er in diesen vierzig Jahren in der DDR hätte leben müssen.“ Schäuble plädierte dafür, sich auf „die schweren Fälle wirklicher Schuld“ zu konzentrieren. Die wechselseitige Spionage wollte er als „teilungsbedingte Straftaten“ außer Verfolgung stellen. Die Stasiakten sollten der Verfügungsgewalt des Bundesarchivs in Koblenz „unter strenger Aufsicht des Datenschutzbeauftragten“ unterstellt werden.
Damit war auch DDR-Verhandlungsführer Krause zunächst einverstanden. Anders fiel dagegen die Reaktion vieler Volkskammerabgeordneter aus, denen schon die Behinderung der Bürgerkomitees bei der Sicherung des Stasi-Materials unter der Modrow-Regierung als Aufklärungsvereitelung und Täterbegünstigung erschienen war.

„Und nach der Volkskammerwahl wurde die Situation nicht besser, sondern schlechter, da der neue Innenminister Peter-Michael Diestel erklärte, ein Bürgerkomitee sei nicht mehr erforderlich. Er sperrte ihnen kurzerhand den Zugang zum Archiv und schickte den Komiteemitgliedern für Ende Juni 1990 die Entlassungsbescheide.“

Von Mitte Juni ab gab es einen Sonderausschuss der Volkskammer zur Auflösung der Stasi unter Vorsitz Joachim Gaucks. So sollte auf parlamentarischer Basis die Arbeit der Bürgerkomitees fortgesetzt werden. „Das von Modrow eingesetzte Staatliche Auflösungskomitee, das die Regierung de Maizière umstandslos übernommen hatte, hat sich unserer Kontrolle allerdings weitgehend zu entziehen versucht, und der Innenminister hat es gedeckt.“ Als besondere Herausforderung für Gauck und seine Mitstreiter entpuppten sich die Stasi-Offiziere im besonderen Einsatz (OibE). Dabei handelte es sich um verdeckt arbeitende MfS-Kräfte, die sicherheitsrelevante Positionen in Wirtschaft, Polizei und Armee innehatten und dort als eine geheime Reserve für den Notfall das Überleben der Stasi sichern sollten. „Obwohl die elektronischen Datenträger der Stasi mit personenbezogenen Angaben auf Beschluss des Runden Tisches im März 1990 vernichtet worden waren, konnten wir eine Liste von knapp 2000 OibE zusammenstellen. Es ging uns nicht darum, diese Leute anzuprangern – noch gab es keinerlei Regelung über den Umgang mit den Stasi-Akten –, aber aus ihren Stellen wollten wir sie unbedingt entfernen.“
In der politischen Perspektive verfolgte der Stasi-Ausschuss das Ziel, den Aktenbestand zu sichten und zur Aufarbeitung in politischer, juristischer und historischer Hinsicht zugänglich zu machen. Unverzüglich wurde ein „Gesetz über die Sicherung und Nutzung der personenbezogenen Daten des ehemaligen MfS/AfNS“ auf den Weg gebracht und am 24. August 1990 in der Volkskammer nahezu einstimmig angenommen.
Der für den Einigungsvertrag vorgesehene restriktive Umgang mit dem Stasi-Material und dessen geplante Unterstellung unter das Bundesarchiv stießen in wie außerhalb der Volkskammer auf geballten Widerstand. Am 4. September besetzten aus Protest unter anderen Bärbel Bohley und Wolf Biermann die vormalige MfS-Zentrale in Ost-Berlin und traten am 12. September sogar in einen Hungerstreik. Gauck wandte sich mit dem ausdrücklichen Hinweis an Krause, dass auch die CDU-Volkskammerfraktion mit der vertraglich vorgesehenen Regelung nicht einverstanden war. Der frühere Fraktionsvorsitzende der Ost-SPD Richard Schröder erinnert daran, dass viele seiner Fraktionskollegen ihre Zustimmung zum Einigungsvertrag von der westlichen Zusage abhängig machten, dass die Stasiakten zugänglich würden. „Die Zusage kam eine Stunde vor der entscheidenden Volkskammersitzung.“ Der mit Gauck in Bonn am 18. September ausgehandelte Kompromiss bestand darin, den Einigungsvertrag um eine Zusatzklausel zu ergänzen, wonach der Bundestag unmittelbar nach der Vereinigung ein eng an dem Volkskammerbeschluss orientiertes Gesetz verabschieden sollte. Gauck selbst wurde am 28. September 1990 in der Volkskammer als „Sonderbeauftragter der Bundesregierung für die Verwaltung der Akten und Dateien des ehemaligen Ministeriums für Staatssicherheit“ gewählt.
Als in der letzten Arbeitssitzung der Volkskammer am 29. September 1990 die Berichterstattung des Stasi-Sonderausschusses über seine Arbeitsergebnisse anstand, kam es zu einer stundenlangen hoch emotionalen Auseinandersetzung darüber, ob und auf welche Weise die Namen von Abgeordneten mit Stasi-Vorbelastung bekannt gegeben werden sollten. Aus den Fraktionen von SPD und Bündnis 90 wurde dies vehement gefordert, von CDU-Vertretern dagegen entschieden abgelehnt. Der zuständige Prüfungsausschuss verweigerte die Namensnennung mit Berufung auf die Schweigepflicht. Abgeordnete von Bündnis 90/Grüne begannen daraufhin einen Sitzstreik vor dem Präsidiumstisch. Der Volkskammer-Vizepräsident Reinhard Höppner handelte nach Unterbrechung der Sitzung mit beiden Seiten einen Kompromiss aus: Die Namen der 15 Hauptbelasteten sollten genannt werden, den Genannten aber zugleich Gelegenheit zu einer Erklärung gegeben werden. Allerdings waren da den Journalisten außerhalb des Sitzungssaals bereits Listen mit allen 56 Beschuldigten zugespielt worden.

„Die Betroffenen beteuerten ihre Unschuld oder erklärten, Mitleid erheischend, wie sie in diese Situation gekommen waren. Einige verteidigten auch ihre Tätigkeit. Für die Zuhörer waren diese Auftritte eher peinlich. Zur Wahrheitsfindung trugen sie nicht bei. Später stellte sich heraus, dass viele schlimme Fälle nicht genannt worden waren, manche Personen dagegen zu Unrecht auf der Liste gestanden hatten.“

### Turbulente Zielankunft

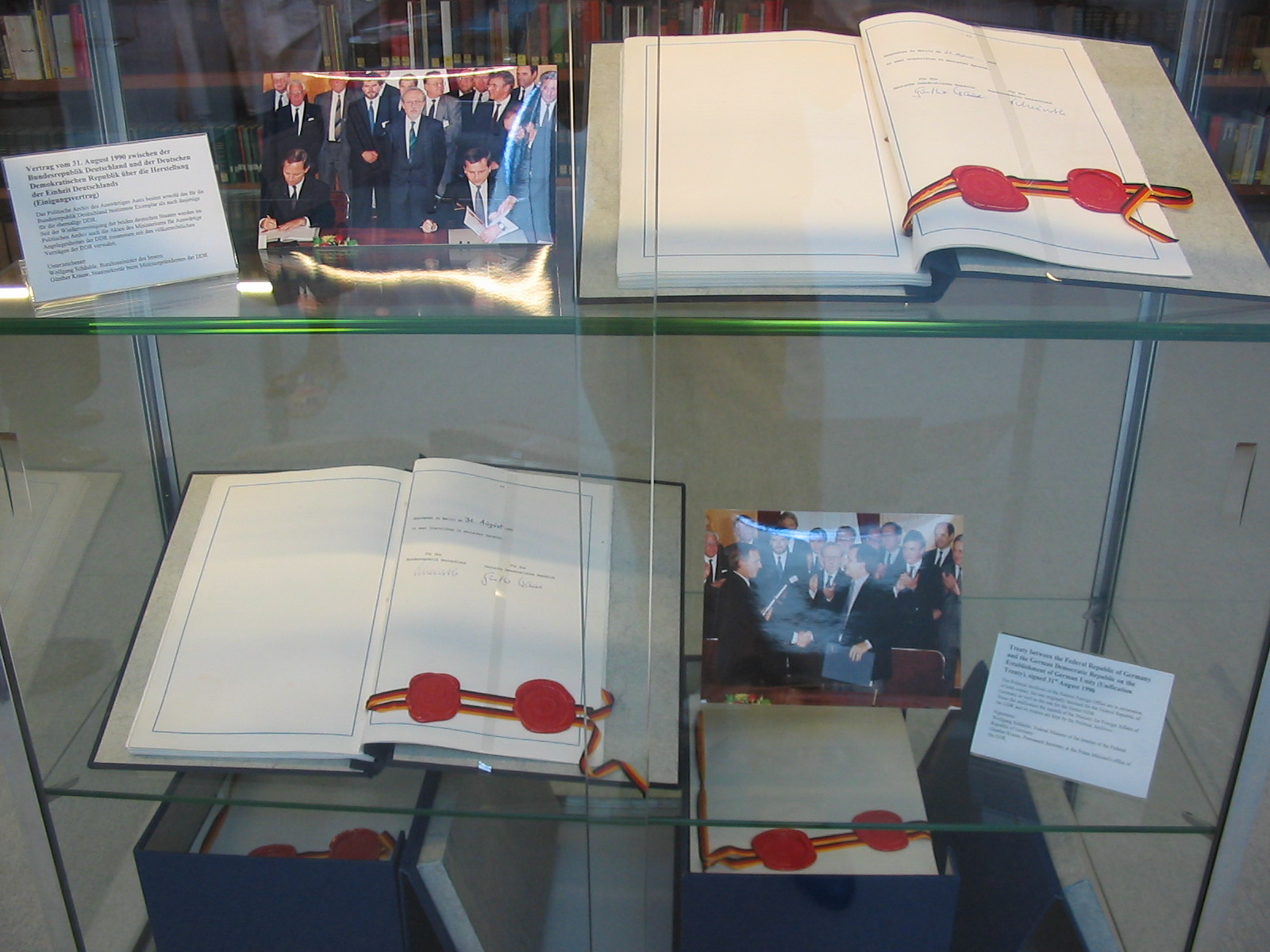
Beide Exemplare des Einigungsvertrages vereinigt im Archiv des Auswärtigen Amtes in Berlin

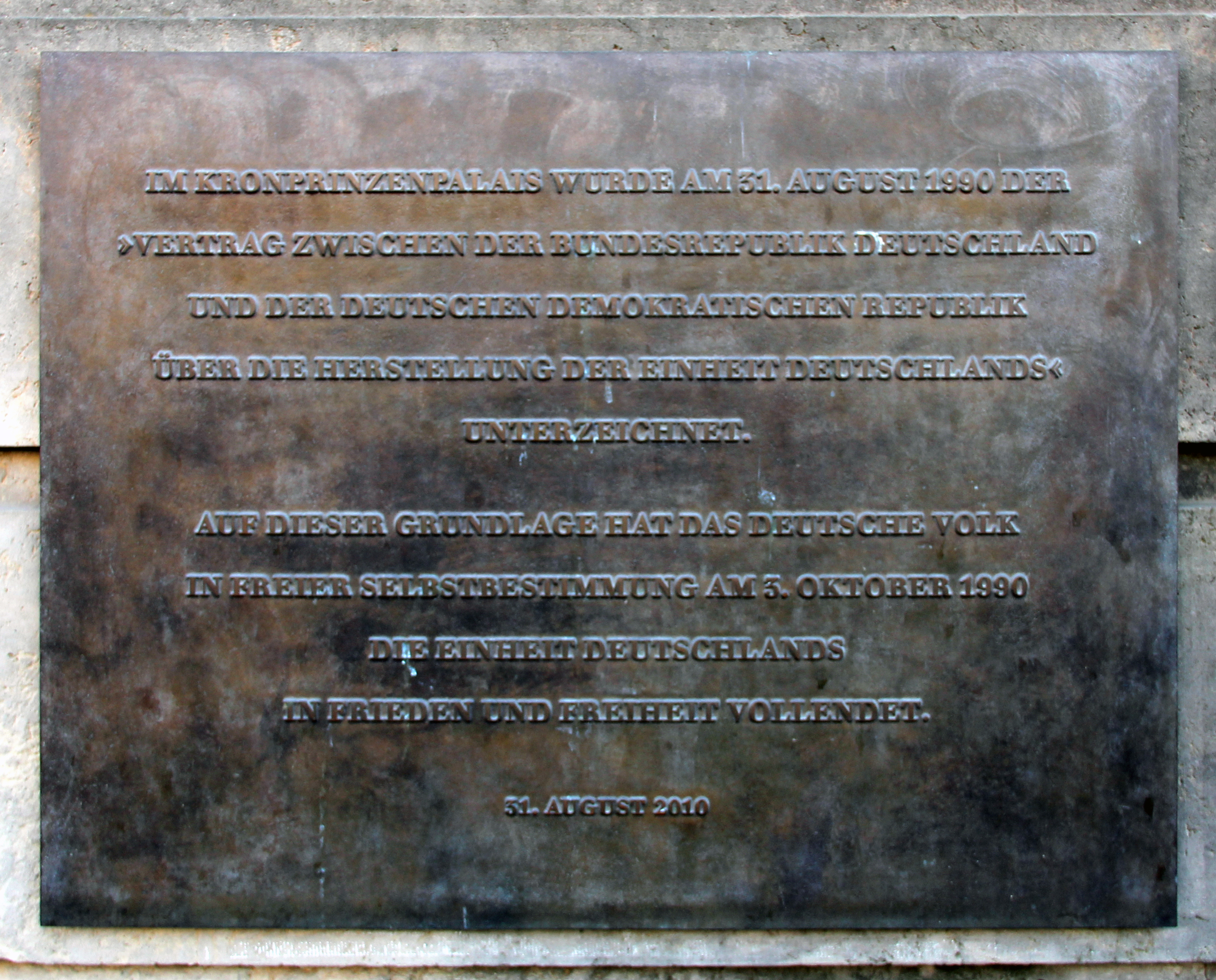
Gedenktafel am Haus Unter den Linden 3 in Berlin-Mitte

Auch nach der technisch reibungslos gelungenen Einführung der Währungs-, Wirtschafts- und Sozialunion kam es in der DDR nicht zu einer politischen Stabilisierung. In den Sommermonaten Juli und August 1990 zerbrach die Große Koalition mit dem Austritt zunächst der Liberalen aus dem Kabinett de Maizière, mit der Entlassung der Minister für Finanzen, Wirtschaft und Landwirtschaft durch den Ministerpräsidenten sowie mit dem nachfolgenden Ausscheiden aller SPD-Minister. Gleichzeitig kollabierte die DDR-Wirtschaft so dramatisch, dass de Maizière am 1. August Bundeskanzler Kohl in dessen Urlaubsort am Wolfgangsee aufsuchte, um ihn zu einem möglichst frühen Vereinigungstermin und zu gesamtdeutschen Wahlen bereits am 14. Oktober zu drängen: Die Landwirtschaft der DDR schien vor dem Zusammenbruch zu stehen, und die Rentenzahlungen galten als nicht mehr lange leistbar – trotz der im Ersten Staatsvertrag vereinbarten finanziellen Hilfsmittel in Höhe von 14 Milliarden DM. Ein Wahltermin für Bundestagswahlen vor dem 2. Dezember scheiterte jedoch an einer nötigen Zweidrittelmehrheit im Bundestag. Als Tag der Vereinigung von DDR und Bundesrepublik wurde der frühestmögliche nach der abschließenden Zwei-plus-Vier-Konferenz bestimmt, der 3. Oktober 1990.
Die Bundestagswahl am 2. Dezember 1990, die erste gesamtdeutsche Wahl, erforderte ein den veränderten Verhältnissen angepasstes neues Wahlgesetz. Als problematisch erwies sich dabei die bestehende Fünf-Prozent-Sperrklausel, die über die Vertretung oder den Nichteinzug einer Partei in den Deutschen Bundestag entscheidet. Hier war mit deutlichen Wettbewerbsnachteilen für die neugegründeten Parteien in der weit bevölkerungsärmeren DDR zu rechnen, sofern sie sich nicht bereits mit einer westdeutschen Partei zusammengeschlossen hatten. Ein von Schäuble und Günther Krause am 2. August paraphierter und am folgenden Tag unterzeichneter Wahlvertrag, der eine Fünf-Prozent-Hürde für das gesamtdeutsche Wahlgebiet mit der Möglichkeit von Listenverbindungen (etwa von CSU und DSU) kombinierte, scheiterte in der Volkskammer an der notwendigen Zweidrittelmehrheit. Das Bundesverfassungsgericht entschied schließlich am 9. September 1990, dass für diese erste gesamtdeutsche Bundestagswahl nur eine je gesonderte Fünf-Prozent-Sperrklausel für die Gebiete der bisherigen DDR und der alten Bundesrepublik zulässig sei. Am 1. Oktober brachte die Bundesregierung einen entsprechenden Gesetzentwurf in den Bundestag ein.
Als gravierende Komplikation, die zu einer Terminverschiebung bei der Paraphierung des Einigungsvertrags führte und sein mögliches Scheitern heraufbeschwor, erwies sich die Regelung zum Schutz des ungeborenen Lebens. In der alten Bundesrepublik bestand für Schwangerschaftsabbrüche seinerzeit die Indikationsregelung (§ 218 StGB), während in der DDR jeder Abbruch innerhalb der Fristenregelung zulässig war. Zumindest für eine Übergangszeit bestand die DDR-Seite darauf, dass auf dem Gebiet der neuen Bundesländer die Fristenregelung fortgelten müsse. Auf bundesdeutscher Seite ergab sich daraus die Frage, ob westdeutsche Frauen im Zuge der Übergangsfrist nun nach dem „Tatortprinzip“ auf dem Gebiet der neuen Bundesländer ebenfalls gemäß dortiger Regelung würden abtreiben lassen können (dies favorisierte neben der SPD auch die Regierungspartei FDP) oder ob nach dem von CDU und CSU favorisierten „Wohnortprinzip“ auf alle westdeutschen Schwangeren auch weiterhin die Indikationsregelung anzuwenden wäre. Die Einigung in letzter Stunde basierte auf dem „Tatortprinzip“, bei allerdings von fünf auf zwei Jahre verkürzter Übergangsfrist.
Der mit einwöchiger Verspätung am 31. August 1990 um 2:08 Uhr im Bonner Bundesinnenministerium von Schäuble und Krause paraphierte Einigungsvertrag wurde nach der vormittäglichen Billigung durch beide Regierungskabinette noch am selben Tag um 13:15 Uhr im Ost-Berliner Kronprinzenpalais wiederum von beiden unterzeichnet, damit er mit Blick auf den Beitrittstermin der DDR am 3. Oktober, für den die Volkskammer am 23. August 1990 mit 294 gegen 62 Stimmen gestimmt hatte, noch rechtzeitig das Gesetzgebungsverfahren durchlaufen konnte. Das fast 1000 Seiten umfassende deutsch-deutsche Vertragswerk wurde noch durch eine „Vereinbarung zur Durchführung und Auslegung“ am 18. September 1990 ergänzt. Die Modalitäten des Beitritts der DDR wurden u. a. wie folgt geregelt:
- Vollzug der deutschen Einheit am 3. Oktober 1990, dem künftigen Tag der Deutschen Einheit; die fünf neuen Länder Brandenburg, Mecklenburg-Vorpommern, Sachsen, Sachsen-Anhalt und Thüringen werden Länder der Bundesrepublik Deutschland;
- die Volkskammer entsendet 144 Abgeordnete in den Deutschen Bundestag; in den Bundesrat werden (bis zur Regierungsbildung nach den jeweils ersten Landtagswahlen) Landesbevollmächtigte mit beratender Stimme entsandt;
- Berlin wird die Hauptstadt Deutschlands (mit der Einschränkung: „Die Frage des Sitzes von Parlament und Regierung wird nach der Herstellung der Einheit Deutschlands entschieden“);
- Fortgeltung der während der sowjetischen Besatzungszeit vorgenommenen Enteignungen;[158]
- Verbleib der Stasi-Akten auf vormaligem DDR-Gebiet (also keine Übergabe an das Bundesarchiv);
- diverse gesetzliche Übergangsregelungen im Beitrittsgebiet.

Die Volkskammer der DDR votierte am Morgen des 20. September 1990 mit 299 gegen 80 Stimmen für den Einigungsvertrag, am gleichen Tag auch der Bundestag mit 442 gegen 47 Stimmen und tags darauf der Bundesrat einstimmig.

## Feierlichkeiten zum Vollzug der Einigung am 3. Oktober 1990

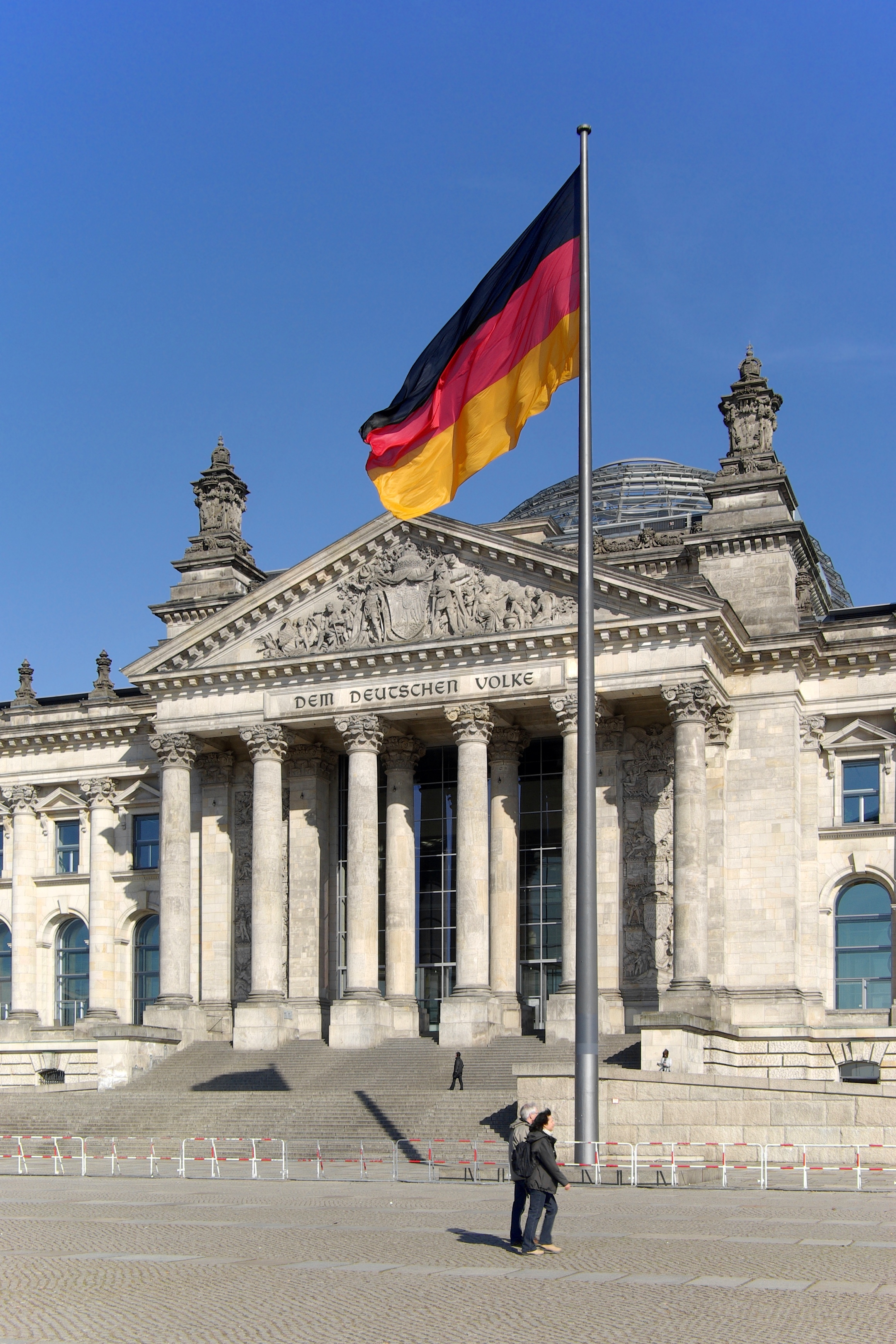
Die Fahne der Einheit wurde am 3. Oktober 1990, dem Tag der Deutschen Einheit, das erste Mal gehisst. Sie weht seitdem ununterbrochen auf dem Platz der Republik als Denkmal der Wiedervereinigung.

Die Wiederherstellung der staatlichen Einheit Deutschlands war landesweit von einer Vielzahl festlicher Veranstaltungen und Aktivitäten begleitet, in deren Zentrum am 2. und 3. Oktober das Geschehen im Ost- und Westteil der nun wieder gemeinsamen Hauptstadt Berlin stand. Die Festlegung auf den 3. Oktober als Datum der Vereinigung und damit künftigen Tag der Deutschen Einheit war in der Volkskammer vorgenommen worden.

### Abschiede nach vier Jahrzehnten getrennter Vergangenheit
Als letzter Tag in der DDR-Geschichte war der 2. Oktober ein von ganz unterschiedlichen Emotionen geprägter Tag der Abschiede, nicht erst bei der Ost-Berliner Abendveranstaltung im Konzerthaus am Gendarmenmarkt, sondern bereits am frühen Nachmittag, als der Berliner Senat die drei westlichen Stadtkommandanten in der Philharmonie feierlich verabschiedete. Ihre besondere Funktion als Träger der obersten Gewalt in der Westhälfte der Stadt ging nun zu Ende. Laut Claus J. Duisberg ließen sie deutlich erkennen, dass ihnen der Rückzug aus diesen für hohe Militärs sowohl einträglichen als auch seit langem recht ruhigen Schutzmächte-Posten nicht leichtfiel. „Ich meinte auch bei den Berlinern einen Hauch von Wehmut zu spüren, da für sie ebenfalls eine Zeit zu Ende ging, in der West-Berlin als von Bonn alimentiertes, sonst aber quasi-autonomes Gebilde zuletzt ganz gut gelebt hatte.“
Bundeskanzler Kohl betonte in einer Fernsehansprache nicht zuletzt die wichtige Rolle der westlichen Verbündeten im Rahmen des Einigungsprozesses, außerdem die von Gorbatschow dafür geschaffenen Voraussetzungen und den entscheidenden Anteil der demokratischen Protestbewegung gegen das SED-Regime im Zuge der friedlichen Revolution. Zu den innergesellschaftlichen Perspektiven im vereinten Deutschland äußerte er die Erwartung, dass die bevorstehende schwierige Wegstrecke erfolgreich bestanden würde, wenn Zusammenhalt und Opferbereitschaft zum Tragen kämen. Nie sei man auf die Wiedervereinigung wirtschaftlich besser vorbereitet gewesen als eben zu diesem Zeitpunkt. Dazu kämen Fleiß und Leistungsbereitschaft der Ostdeutschen. „Durch unsere gemeinsamen Anstrengungen, durch die Politik der Sozialen Marktwirtschaft werden schon in wenigen Jahren aus Brandenburg, aus Mecklenburg-Vorpommern, aus Sachsen, aus Sachsen-Anhalt und aus Thüringen blühende Landschaften geworden sein.“ Von besonderer Bedeutung sei die Entwicklung wechselseitigen Verständnisses von West- und Ostdeutschen füreinander und die Überwindung eines Denkens, das Deutschland in „hüben“ und „drüben“ weiterhin aufteile.
Im Konzerthaus am Gendarmenmarkt gab es am Abend außer der Aufführung von Beethovens 9. Symphonie unter Kurt Masur eine Ansprache des scheidenden Ministerpräsidenten de Maizière, in der er den Rückblick auf 40 Jahre DDR-Geschichte mit dem Ausblick auf das geeinte Deutschland verband. Mauer, Stacheldraht und Staatssicherheit hätten den Sozialismus zum Knüppel verkommen lassen, zitierte er Václav Havel. Ausführlich würdigte de Maizière unter dem Beifall des Auditoriums die Akteure der friedlichen Revolution des Herbstes 1989. In der Zukunft habe man es mit den hoffnungsvoll veränderten Bedingungen von Freiheit, Demokratie, Rechtsstaatlichkeit und sozialer Gerechtigkeit zu tun, die höher einzuschätzen seien als die materiellen Vorteile, die nach vielen Entbehrungen verständlicherweise so leicht in den Vordergrund rückten. Das in hohem Ansehen stehende Grundgesetz habe als Grundprinzip die verantwortete Freiheit.

„Die Freiheit ist der beste Förderer unserer individuellen Fähigkeiten; sie gehört zugleich zu den größten Prüfungen des menschlichen Charakters. Sie für sich und zugleich auch im Sinne des Gemeinwohls zu verwirklichen, ist eine faszinierende Aufgabe für uns alle. Nicht was wir gestern waren, sondern was wir morgen gemeinsam sein wollen, vereint uns zum Staat. Von morgen an wird es ein geeintes Deutschland geben. Wir haben lange darauf gewartet, wir werden es gemeinsam prägen, und wir freuen uns darauf.“

### Vereinigung nach Mitternacht

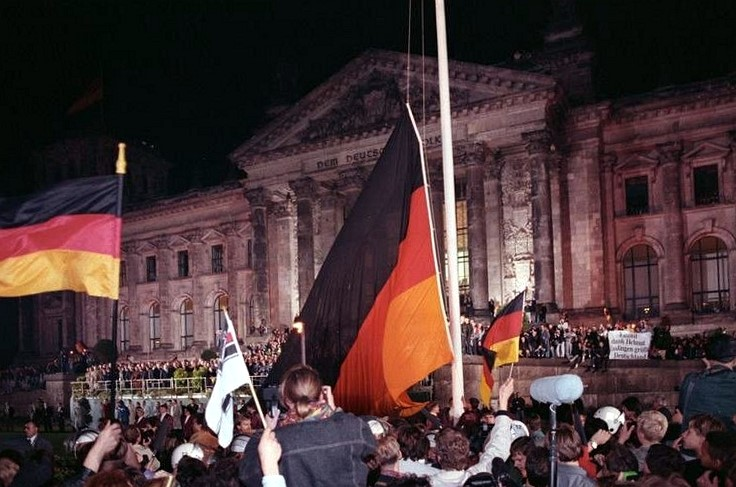
Hauptfeierlichkeiten vor dem Reichstagsgebäude

Am späten Abend des 2. Oktober versammelte sich eine unübersehbare Menschenmenge auf dem Platz der Republik vor dem Reichstagsgebäude, um den Vereinigungszeitpunkt dort zusammen zu begehen. Zu einem im Vorfeld diskutierten landesweiten Kirchenglockengeläut anlässlich der deutschen Einheit kam es wegen Widerständen in der Evangelischen Kirche nicht; doch wurde am 3. Oktober um 0:00 Uhr parallel zum Hissen der Bundesflagge das Läuten der von amerikanischen Bürgern 1950 gestifteten Freiheitsglocke vom Schöneberger Rathaus her übertragen, bevor Bundespräsident Richard von Weizsäcker vor den Mikrofonen verkündete:

„Die Einheit Deutschlands ist vollendet. Wir sind uns unserer Verantwortung vor Gott und den Menschen bewusst. Wir wollen in einem vereinten Europa dem Frieden der Welt dienen.“

Anschließend wurde die deutsche Nationalhymne von einem Bläserchor angestimmt, zudem gab es ein Feuerwerk.

### Aufbruch in ein neues Deutschland
Kirchlich wurde der Tag der Wiedervereinigung am Vormittag mit einem zentralen ökumenischen Gottesdienst in der St.-Marien-Kirche begangen, die als älteste noch genutzte Predigtkirche im historischen Stadtkern Berlins liegt. Karl Lehmann als Vorsitzender der Deutschen Bischofskonferenz sprach einerseits von den Chancen und noch gar nicht absehbaren neuen Möglichkeiten der Einheit, wies aber auch auf Probleme hin: „Viele sind ratlos und können sich nicht zurechtfinden. Was recht und schlecht funktionierte, aber so immerhin vertraut war, gibt es nicht mehr, und das verheißungsvolle Neue ist oft noch nicht überzeugend da. Viele Menschen wurden in Lernprozesse hineingeworfen, die ihnen keine Zeit lassen. Arbeitslosigkeit bedroht viele. Es ist schwer, mit einem auslaufenden Staat zu leben. […] Das Gewicht einer wohlhabenden und erfolgreichen Bundesrepublik kann (so) auf dem anderen, der sich immer wieder in die Vorschulklasse zurückgesetzt empfinden muss, schwer lasten. Die noch so gut gemeinte Hilfe des Besitzenden kann für den, der darauf angewiesen ist, zur Zumutung werden.“

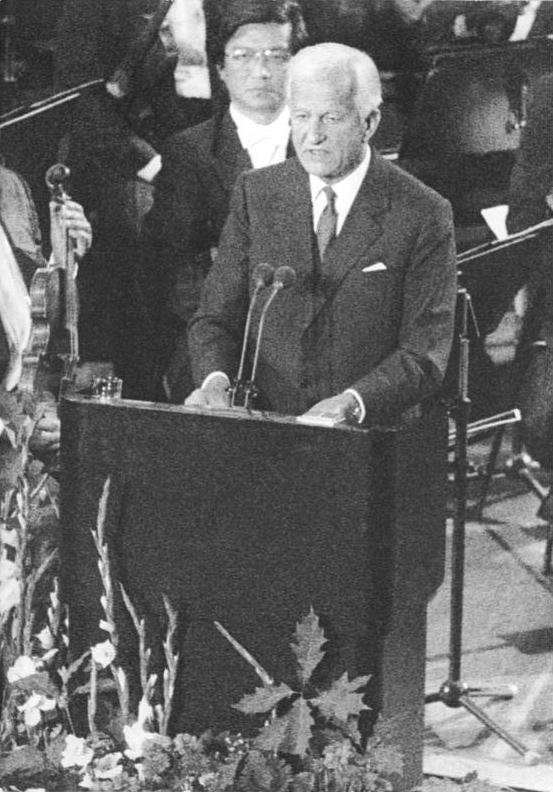
Richard von Weizsäcker beim Staatsakt zur Wiedervereinigung in der Berliner Philharmonie

Wiederum in der Berliner Philharmonie hatte Bundespräsident von Weizsäcker für den 3. Oktober 1990 einen Staatsakt angesetzt, bei dem außer ihm selbst auch die als letztes Staatsoberhaupt der DDR fungierende bisherige Präsidentin der DDR-Volkskammer Sabine Bergmann-Pohl, die Bundestagspräsidentin Rita Süssmuth sowie Walter Momper als Regierender Bürgermeister von Berlin Reden hielten. Von Weizsäcker betonte in seiner Ansprache wie de Maizière am Vorabend, dass die Vereinigung Deutschlands als Teil eines gesamteuropäischen geschichtlichen Prozesses aufzufassen sei, der eine neue Friedensordnung für den Kontinent zum Ziel habe. Diesem Ziel wollten die Deutschen dienen, ihm sei ihre Einheit gewidmet. „Wir haben jetzt einen Staat, den wir selbst nicht mehr als provisorisch ansehen und dessen Identität und Integrität von unseren Nachbarn nicht mehr bestritten wird. Am heutigen Tag findet die vereinte deutsche Nation ihren anerkannten Platz in Europa.“
Für den erst begonnenen Prozess der inneren Einigung forderte der Bundespräsident vor allem wechselseitige Achtung. Es seien die Systeme, die im Großen unterschiedlichen Erfolg bewirkten, nicht die Menschen. Jedes Leben habe seinen Sinn und seine eigene Würde. „Kein Lebensabschnitt ist umsonst, zumal nicht einer in der Not.“ Die Deutschen in der DDR seien nun einem Prozess der Umstellung ausgesetzt, der „oft übermenschliche Anforderungen“ mit sich bringe. Auch unter denen, die den Untergang des SED-Regimes und die gewonnene Freiheit begrüßten, gebe es Menschen, die daran verzagten, „fast alle Elemente des eigenen Lebens von heute auf morgen durch etwas Neues, Unbekanntes ersetzen zu sollen“.
Auch im Hinblick auf die Stasi-Erblast wandte sich von Weizsäcker gegen ein bloßes Abschütteln der Vergangenheit. Über sie einen Mantel des Vergessens zu breiten, bezeichnete er als menschlich unzumutbar und rechtsstaatlich unerträglich. „Recht und Gesetz nehmen ihren Lauf. Bei der Behandlung der Akten darf der erforderliche Datenschutz nicht zum Täterschutz werden. Dabei wird aber niemand die Zweifelhaftigkeit der Aufklärungsmittel verkennen. In einem System, das ohne Lügen nicht auskommt, können auch Akten lügen.“ Darüber hinaus aber gebe es eine politisch-ethische Verantwortlichkeit ohne Ahndungsmöglichkeit: „Schuld reicht weiter als Strafbarkeit.“ Ziel aber sei eine Gerechtigkeit, der es nicht um Vergeltung gehe, sondern um Aussöhnung und inneren Frieden.
Gegen die „in der Marketingsprache zeitgemäßer politischer Kommunikation“ verbreitete Vorstellung, dass im Zuge des Einigungsprozesses niemandem etwas genommen werden solle und dass es nur auf die Verteilung von Zuwächsen ankomme, gab der Bundespräsident zu bedenken, dass damit das nötige Teilen nur in die Zukunft verschoben würde, für manche außerhalb der eigenen Lebenserwartung. Es führe aber kein Weg an der Erkenntnis vorbei: „Sich zu vereinen, heißt teilen lernen. Mit hochrentierlichen Anleihen allein wird sich die deutsche Einheit nicht finanzieren lassen.“

Ersttagsblatt der Deutschen Bundespost zur ersten gesamtdeutschen Olympiateilnahme seit 1960

Am Ende seiner Ansprache gab von Weizsäcker der Überzeugung Ausdruck, dass das menschliche Gelingen der Einheit nicht entscheidend von Regierungsverträgen, Verfassung oder Gesetzgebung abhänge, sondern von der Bereitschaft zur zwischenmenschlichen Offenheit und Zuwendung. Es sei im Sinne Ernest Renans das „Plebiszit eines jeden Tages“, aus dem sich „der Charakter unseres Gemeinwesens“ ergeben werde. „Wir können den gewachsenen Verfassungspatriotismus der einen mit der gelebten menschlichen Solidarität der anderen Seite zu einem kräftigen Ganzen zusammenführen. Wir wissen, wie viel schwerer es andere Völker auf der Erde zur Zeit haben. Wir haben den gemeinsamen Willen, die großen Aufgaben zu erfüllen, die unsere Nachbarn von uns erwarten. Die Geschichte gibt uns die Chance. Wir wollen sie wahrnehmen, mit Zuversicht und mit Vertrauen.“
Tags darauf tagte erstmals seit 1932 wieder ein gesamtdeutsches Parlament im Reichstagsgebäude. Gemäß Einigungsvertrag gehörten dem Bundestag nun auch 144 noch von der Volkskammer gewählte Abgeordnete an. Als neue Bundesminister für besondere Aufgaben wurden fünf Mitglieder der vormaligen Regierung de Maizière ernannt und vereidigt, darunter auch der letzte Ministerpräsident der DDR selbst.

### Ausschreitungen am Vorabend der Wiedervereinigung
Im „Einheitstaumel“ zogen am Abend des 2. und am 3. Oktober 1990 bewaffnete Neonazis und nationalistische Deutsche los und überfielen gezielt Linke und besetzte Häuser sowie Migranten und Vertragsarbeiter und deren Wohnungen. Die teils massiven Angriffe forderten allerdings keine Todesopfer. Die bisher noch an ihrem Anfang stehende Aufarbeitung dieses Phänomens macht deutlich, dass es rassistische, antisemitische und nationalistische Weltbilder quer durch alle Gesellschaftsschichten und bis tief in staatliche Institutionen gibt, „die sich durch die jüngere deutsche und deutsch-deutsche Geschichte ziehen und von der Mehrheit der Bevölkerung nicht – oder jedenfalls nicht als Bedrohung – wahrgenommen werden, obwohl von ihnen immer wieder brutale Gewalt ausgeht.“ Die bisherigen Forschungsergebnisse zeigen, dass auch in der DDR rassistische Ressentiments und rassistische Gewalt fortbestanden und deren Eskalation in den späten 1980er und frühen 1990er Jahren in Ostdeutschland weder vom Himmel fiel, noch „einfach aus dem Westen importiert wurde und sich auch nicht nur als Folge der erniedrigenden Nachwendeerfahrung der Ostdeutschen erklären lässt.“ Auch in den Folgejahren kam es um den 3. Oktober immer wieder zu gewalttätigen Vorfällen, insbesondere in den Jahren 1991 und 2015.

## Gedenken

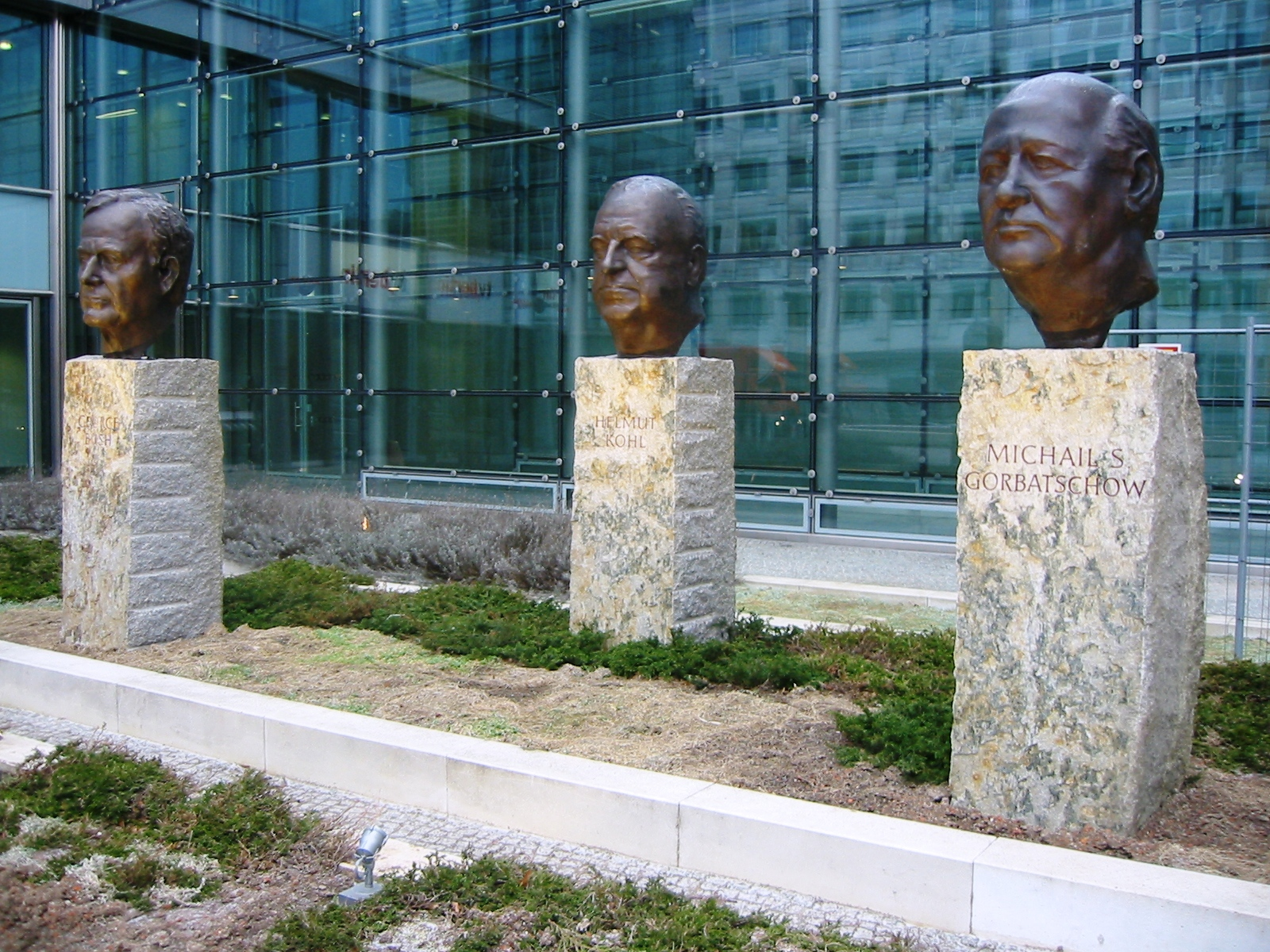
Serge Mangin: Väter der Einheit vor dem Axel-Springer-Hochhaus in der Rudi-Dutschke-Straße in Berlin-Kreuzberg

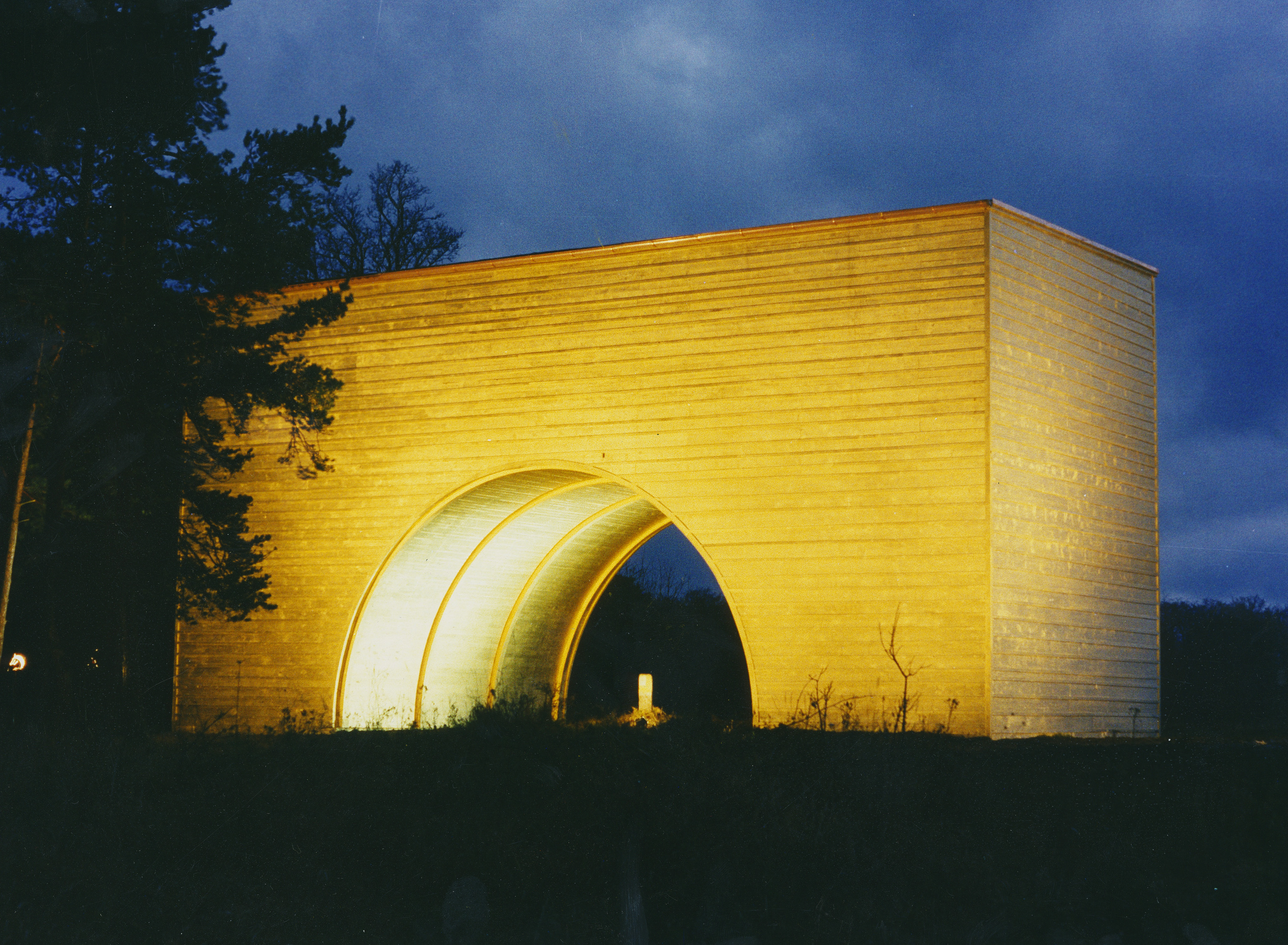
Jimmy Fell: Die Goldene Brücke, Nationaldenkmal Skulpturenpark Deutsche Einheit, 1996

- Brücke der Deutschen Einheit (Neubau 1989–1992, am 3. Oktober 1992 eingeweiht) in Würzburg
- Umbenennung der Saalebrücke Rudolphstein (Bj. 1937) in Brücke der Deutschen Einheit
- Dauerausstellung Einheit in Freiheit (seit Dezember 2012) im Genscher-Haus in Halle (Saale)
- Nationaldenkmal Skulpturenpark Deutsche Einheit
- Einheitsbäume (Dreier-Baumgruppe) oder einzelne Gedenkbäume[171]
- Einheitsbuddeln als Baumpflanzaktion (seit 2019)
- Sakura-Campaign als Baumpflanzaktion, die von einem japanischen Fernsehsender 1990 anlässlich der Wiedervereinigung Deutschlands ins Leben gerufen wurde